# グランモール公園
グランモール公園（グランモールこうえん）は、神奈川県横浜市西区みなとみらいにある都市公園（近隣公園）。みなとみらい地区の中央地区を約700メートルにわたって南北に貫いている。また、同地区の開発計画の35街区ほかに該当する。

## 概要
1987年（昭和62年）度に着工し、1989年（平成元年）の横浜博覧会の開催とともに博覧会のパビリオンとして横浜美術館が完成、現在ではグランモール公園の一部に当たる美術館前の「美術の広場」も同時に利用可能となった。その後、1991年（平成3年）12月に同広場などを含み一部開園すると、1999年（平成11年）11月にはグランモール公園として全面開園している。
公園は幅25メートル、ランドマークプラザとクイーンズスクエア横浜の中間部分に当たる「ヨーヨー広場」から横浜アイマークプレイス前の「眺めの広場」まで約700メートルにわたって一直線に整備されている。公園の南部はみなとみらい線のみなとみらい駅と近く、北部は同線の新高島駅に近い。また、1988年（昭和63年）に策定された「みなとみらい21街づくり基本協定」において、公園の10メートル範囲内では建築物の高度制限が20メートルに取り決められている（なお、公園周辺のプロムナードゾーンの高度制限は120メートルである）。
さらに、当公園はみなとみらい地区における重要な歩行者動線・都市軸である「グランモール軸」の大部分を占めており、ヨーヨー広場では「クイーン軸」とも交差している（軸の詳細は「横浜みなとみらい21#ペデストリアン軸（歩行者動線）」を参照）。
開園から20年以上が経過して設備の老朽化や周辺環境の変化などが見られるため、2015年（平成27年）度より約2年かけて公園全体の再整備（リニューアル）が実施された（詳細は後節を参照）。

## 公園内各エリアの特徴

### 円形広場・ヨーヨー広場

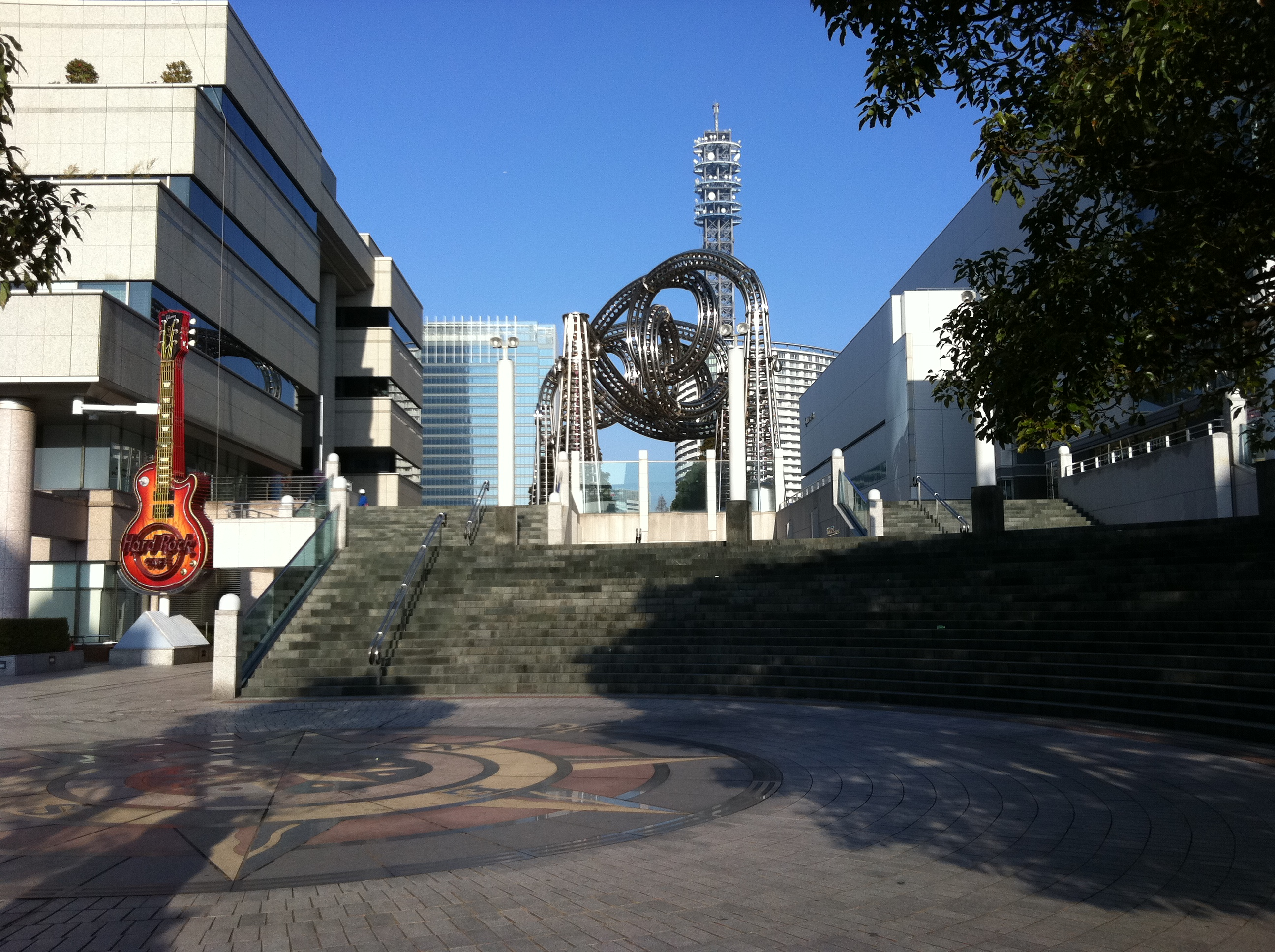
手前は円形広場、奥に巨大彫刻
（2011年12月15日）

さくら通りに面する公園の最南部には階段状の「円形広場」があり、週末を中心に大道芸などのイベントスペースとなっている（後節参照）。また、円形広場のすぐ隣の横浜ランドマークタワー側には国の重要文化財にも指定されている「ドックヤードガーデン」（旧横浜船渠第2号ドック跡）がある。
円形広場より階段を上ると、ランドマークプラザ（25街区）およびクイーンズスクエア横浜（24街区）の中間地点に当たる「ヨーヨー広場」となるが、最上壽之による高さ約17メートルの巨大ステンレス製彫刻「モクモク・ワクワク・ヨコハマ・ヨーヨー」（1994年完成）が置かれていることから、この名称で呼ばれる（彫刻の設置場所では前述のようにクイーン軸と交差している）。なお、巨大彫刻の設置にはビル風の抑制という目的もある。
この他、ヨーヨー広場の真下に当たる当公園1階部分にはギャラリーや休憩所などが設置されている「クロス・パティオ」がある。さらに災害等の非常時における飲料水の確保を目的として、ヨーヨー広場の地下には容量約1,000トンの耐震型循環式地下貯水槽が設けられている（みなとみらい地区全体では約4,500トンとなる）。
ヨーヨー広場から美術の広場方面へは連絡橋「グランモール橋」によってけやき通り頭上を通過し、途絶えることなく連続的に歩行者専用通路（歩行者動線）が整備されている。
再整備の実施状況
ヨーヨー広場からグランモール橋までは後節の再整備事業の第二期区間として、2016年（平成28年）5月〜2017年（平成29年）1月までリニューアル工事（エリアテーマは「船」）を実施し、船のウッドデッキをイメージしたベンチや壁泉の新設、照明器具の更新、舗装の再整備（他のエリアと同様に波紋パターンの舗装）などが行われている。この他、2016年（平成28年）度の後期にはグランモール橋の耐震補強工事も実施されている。
2017年（平成29年）度の後期には再整備事業の第三期区間として、円形広場などのリニューアル工事を実施する予定であったが、2018年7月時点で同広場のリニューアルは実施されていない。
設備ギャラリー

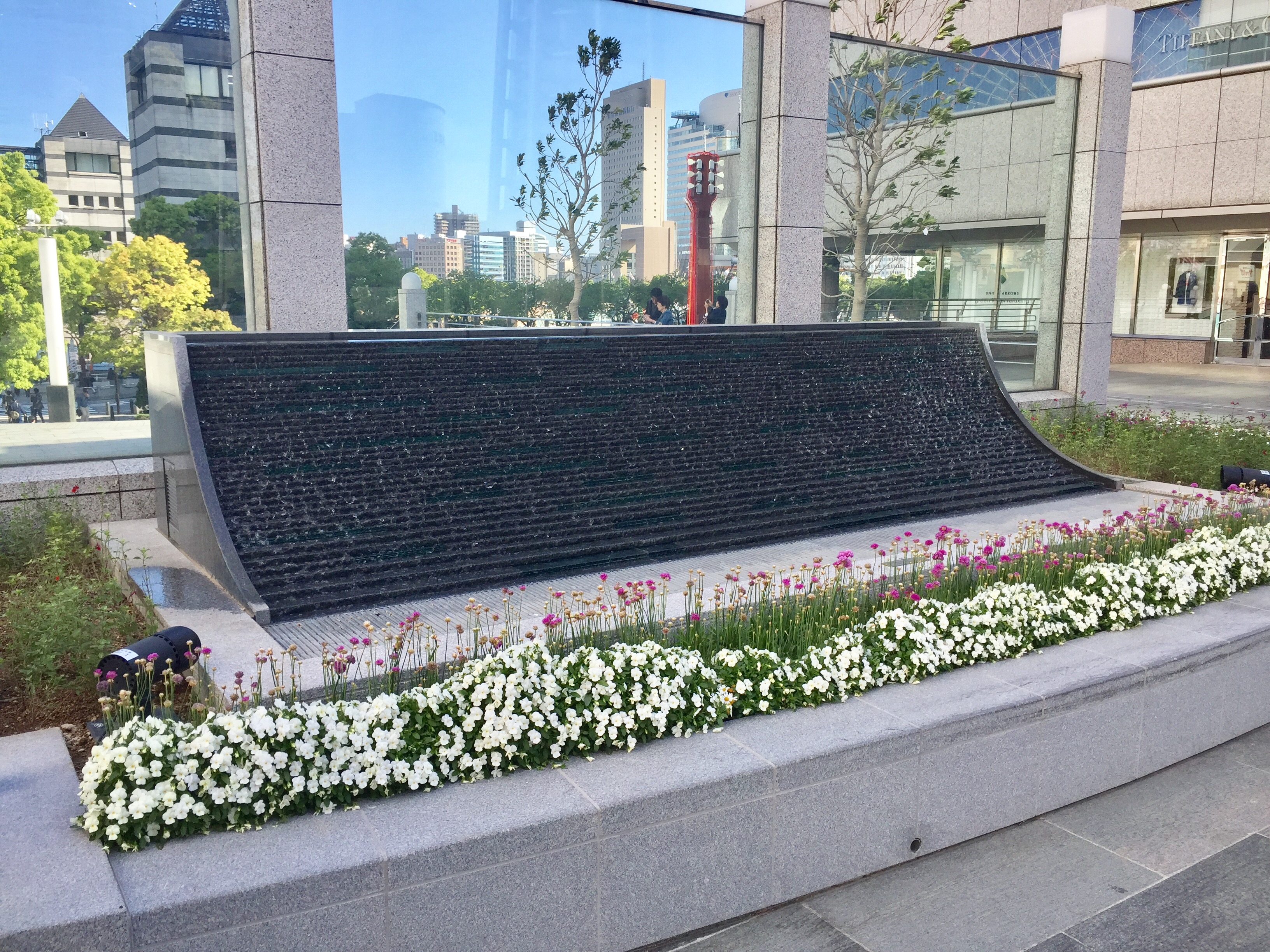
ヨーヨー広場の最南部に位置する壁泉、左右脇には円形広場に通じる階段がある （2017年4月28日） ※緑化フェア開催期間中
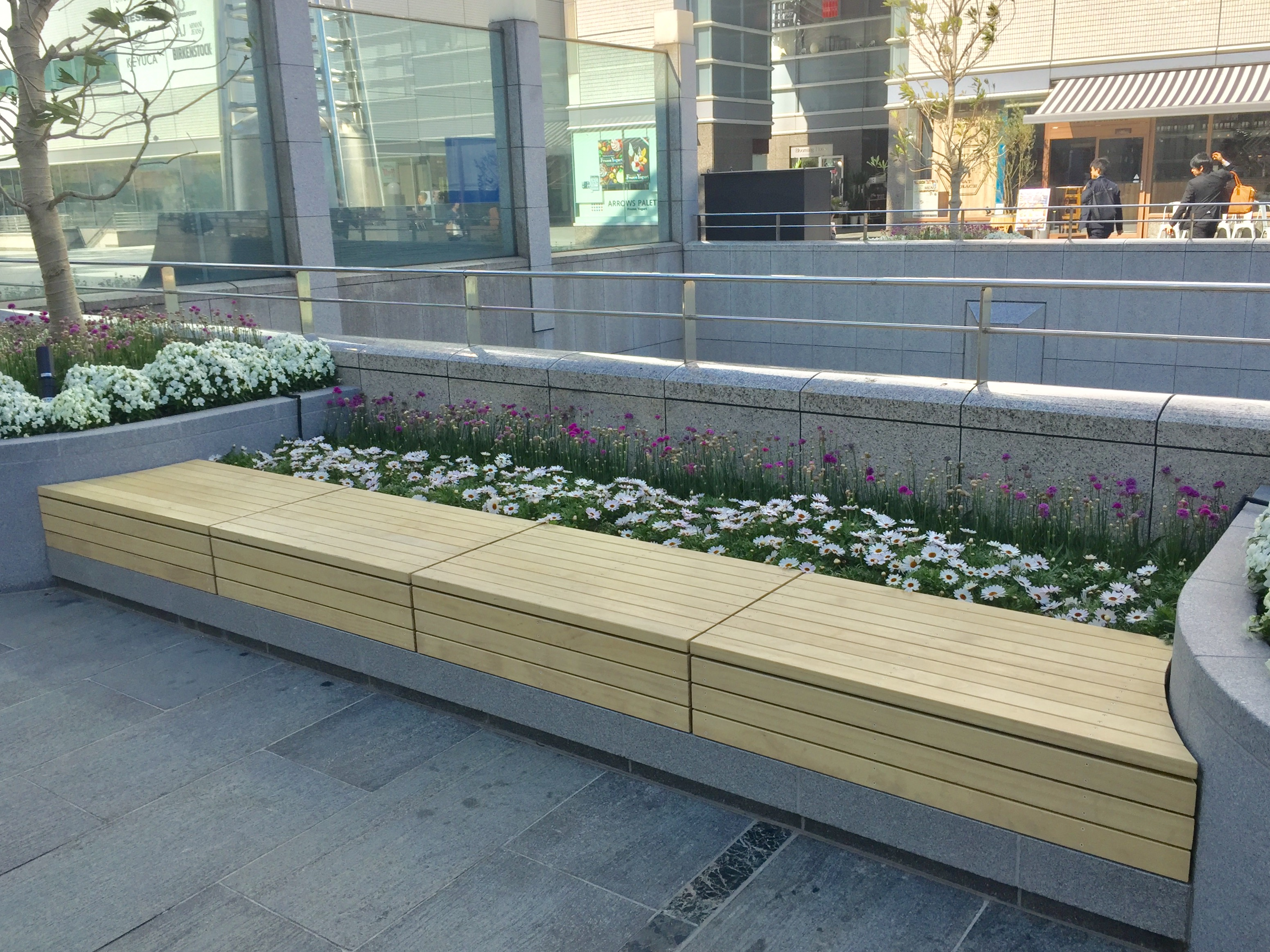
船のウッドデッキをモチーフにしたベンチ （2017年4月28日）
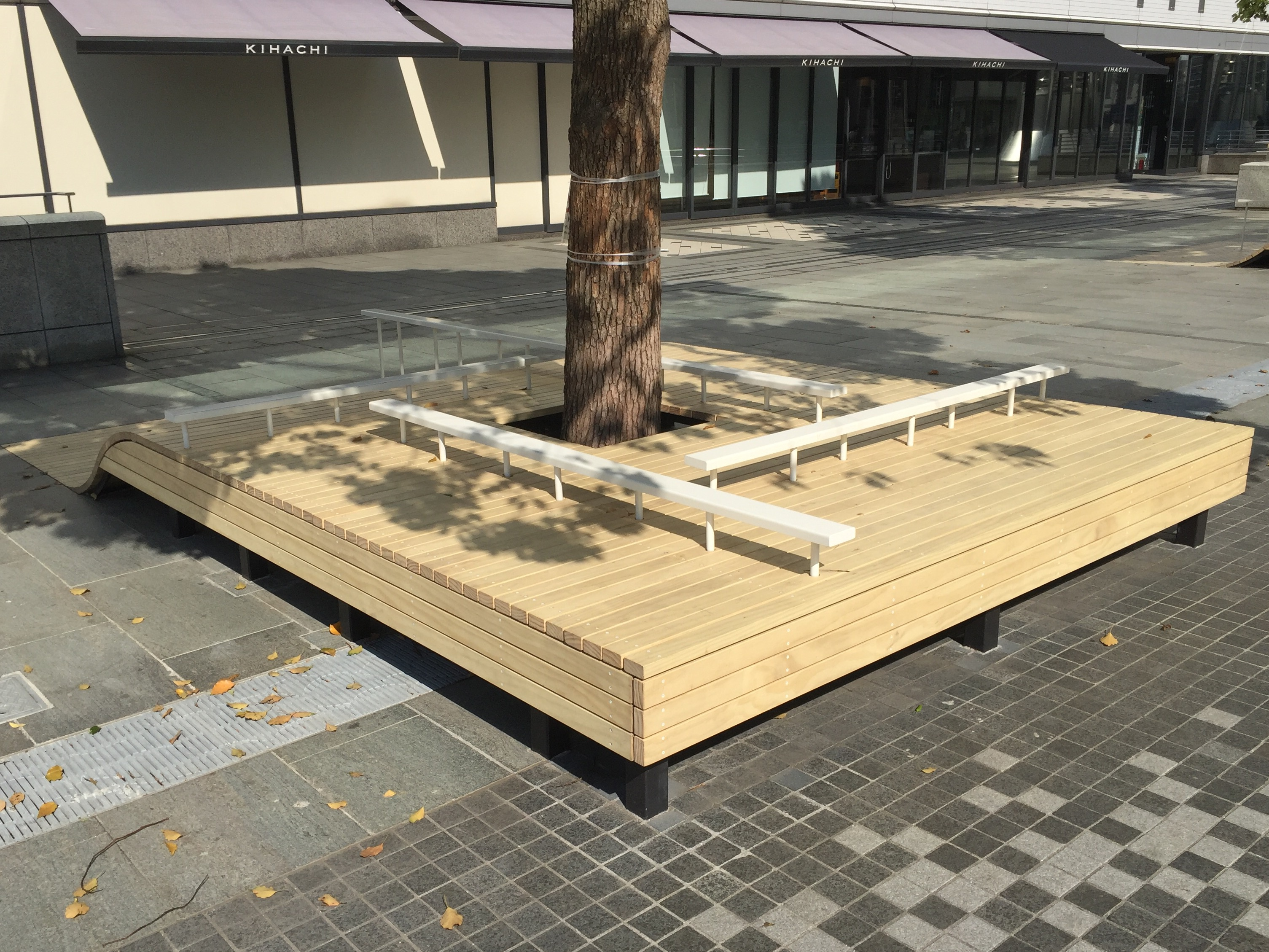
同タイプのベンチが木を囲むように設置されている （2017年4月28日）

エリアギャラリー

ステンレス製彫刻「モクモク・ワクワク・ヨコハマ・ヨーヨー」 （2011年12月15日）
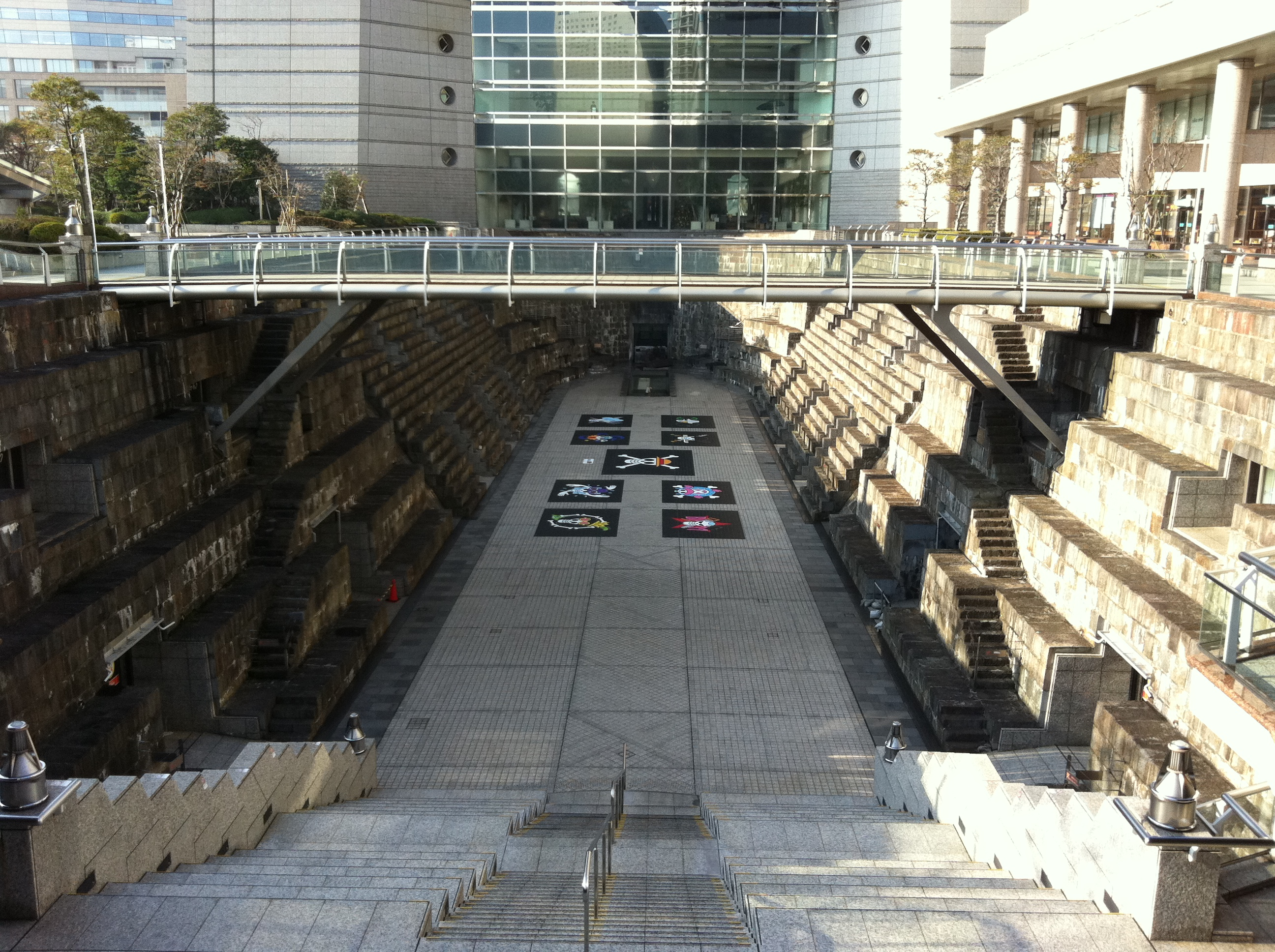
ドックヤードガーデン （2011年12月15日）
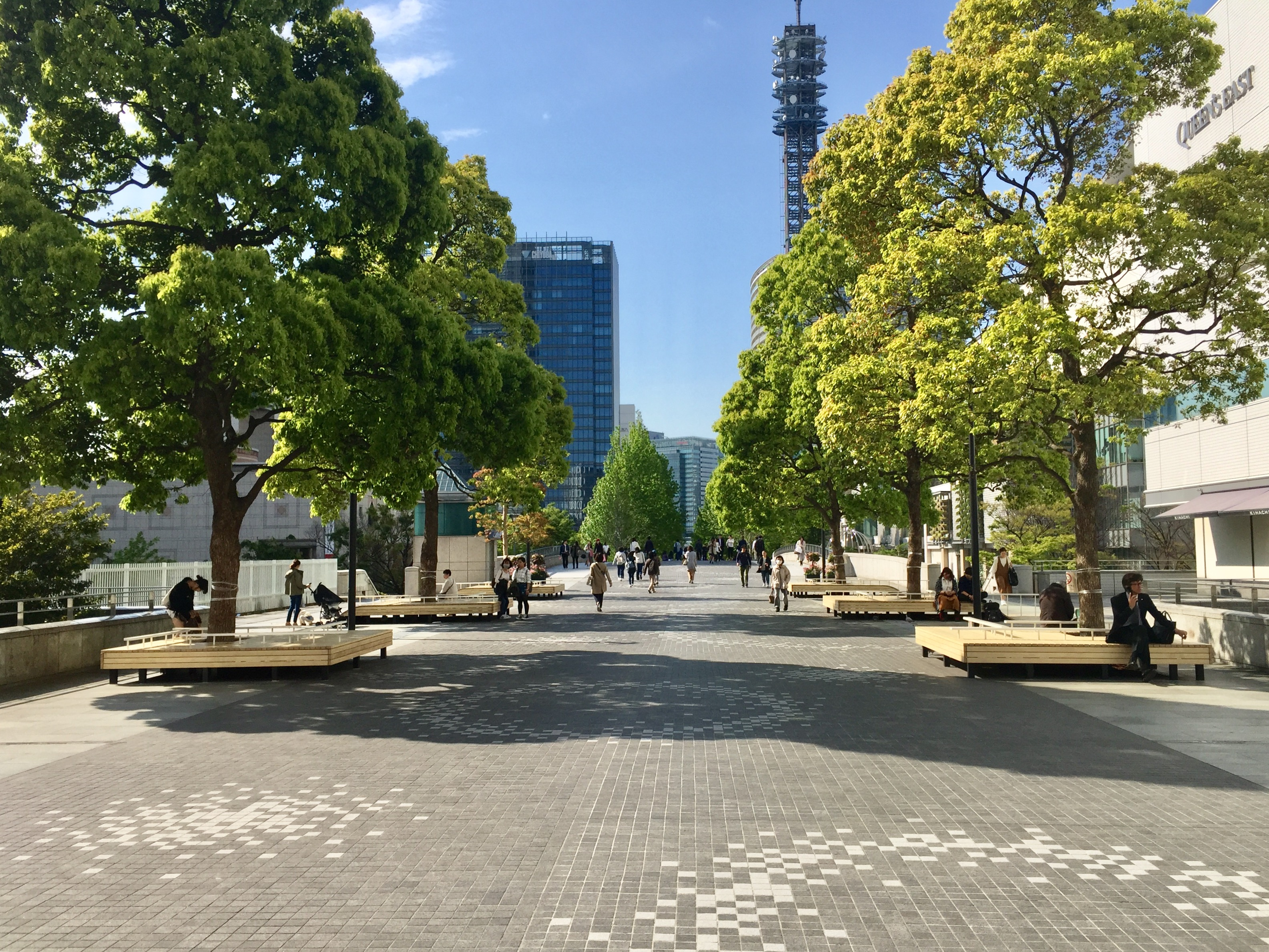
ヨーヨー広場とグランモール橋の間のエリアには両脇にベンチを設置 （2017年4月28日）
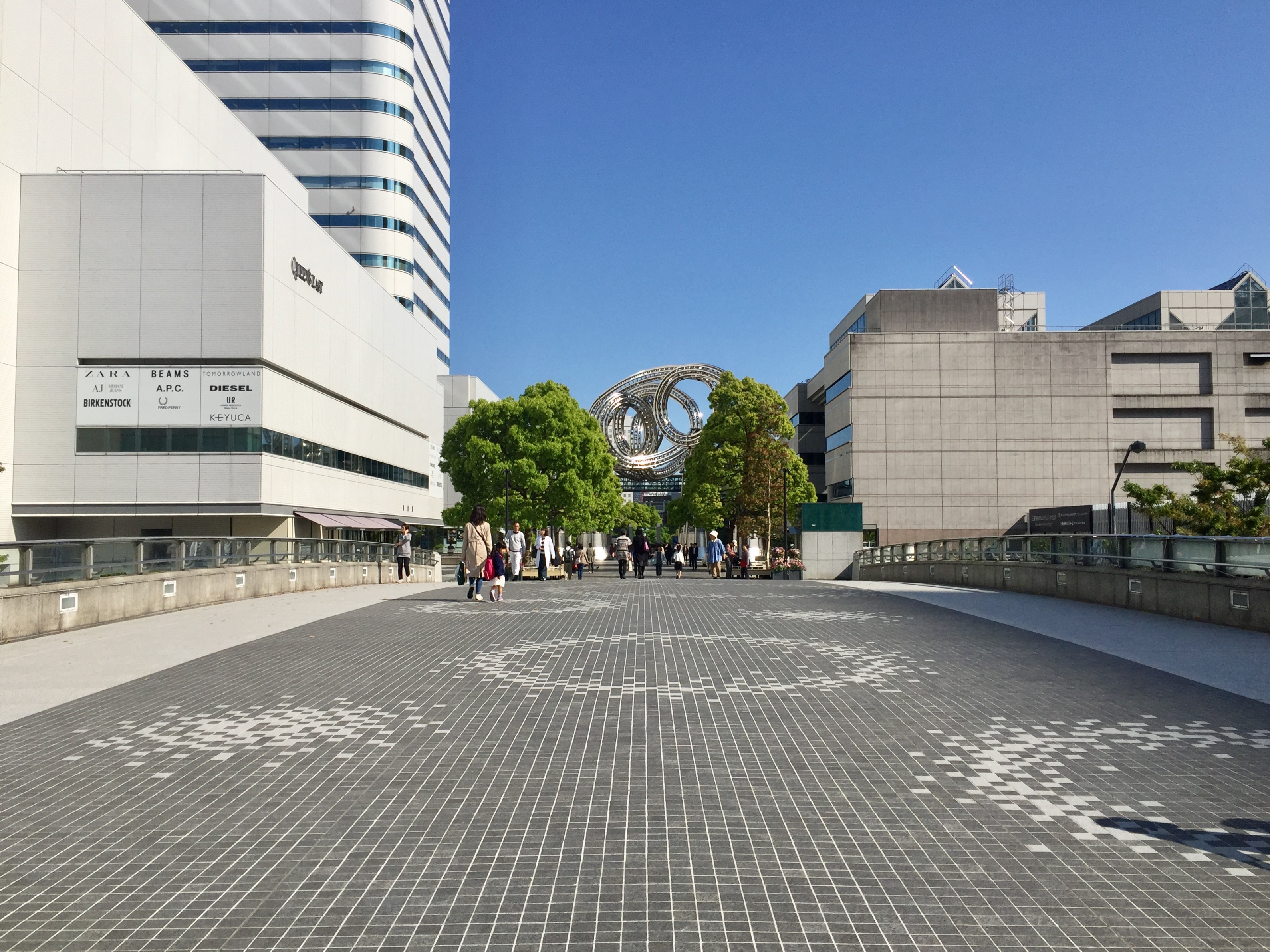
グランモール橋よりヨーヨー広場方面を見る （2017年4月28日）

### 美術の広場

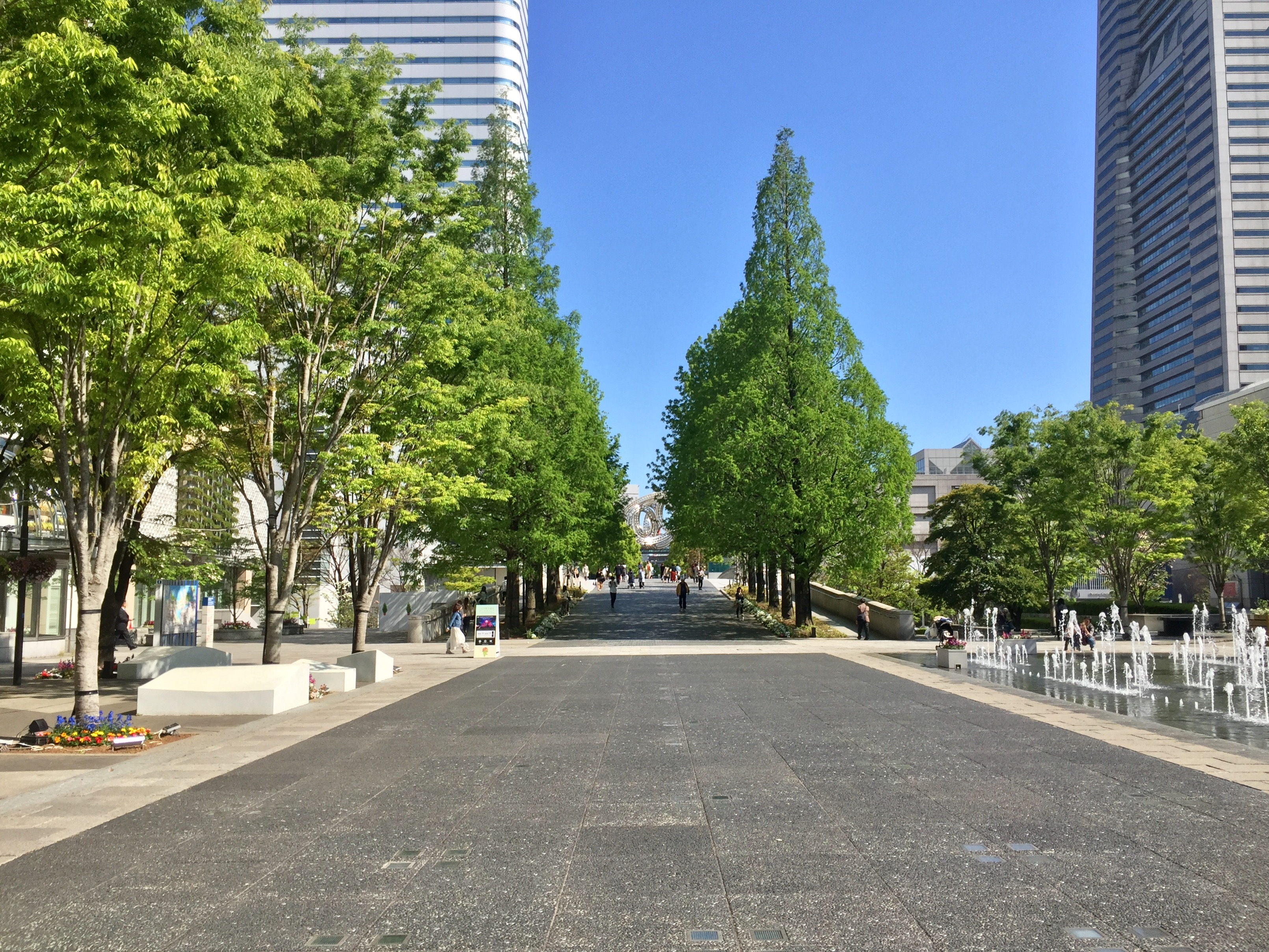
美術の広場（2017年4月28日）

「水と緑と光と音」をテーマとし横浜美術館（36街区）前に整備されている広場で、公園の中心部分（35街区）に位置する。広場内にはケヤキが連続的に植えられており、両脇には横浜のキングの塔・クイーンの塔を象ったパーゴラが見え隠れしている。また、美術館のすぐ前には水面が広がっており、噴水やミストによる演出が行われている。夜間には夜光虫のように点在発光する地面（1980年代に石井幹子がデザインした夜光海ペーブ）の他にライトアップ（間接照明）も行われている。この他、広場の地下には自転車駐車場も整備されている。
広場を挟んで美術館の向かい側に当たる34街区では、みなとみらい地区において最大規模の店舗面積を誇る三菱地所の商業施設「MARK IS みなとみらい」が2013年（平成25年）6月に開業した。
広場から北に向かうといちょう通りがあり、横断歩道によってここでいったん公園および歩行者専用通路が途切れている。
再整備の実施状況
このエリアでは後節の再整備事業の第一期区間として、2015年（平成27年）5月〜2016年（平成28年）3月までリニューアル工事（エリアテーマは「海」）を実施。噴水設備を薄層水盤（水深約4cm）のものに一新し、芝生広場の創出、波をモチーフにしたデザイン性の高いベンチの導入、夜光海ペーブ設備の更新などが行われている。
設備ギャラリー

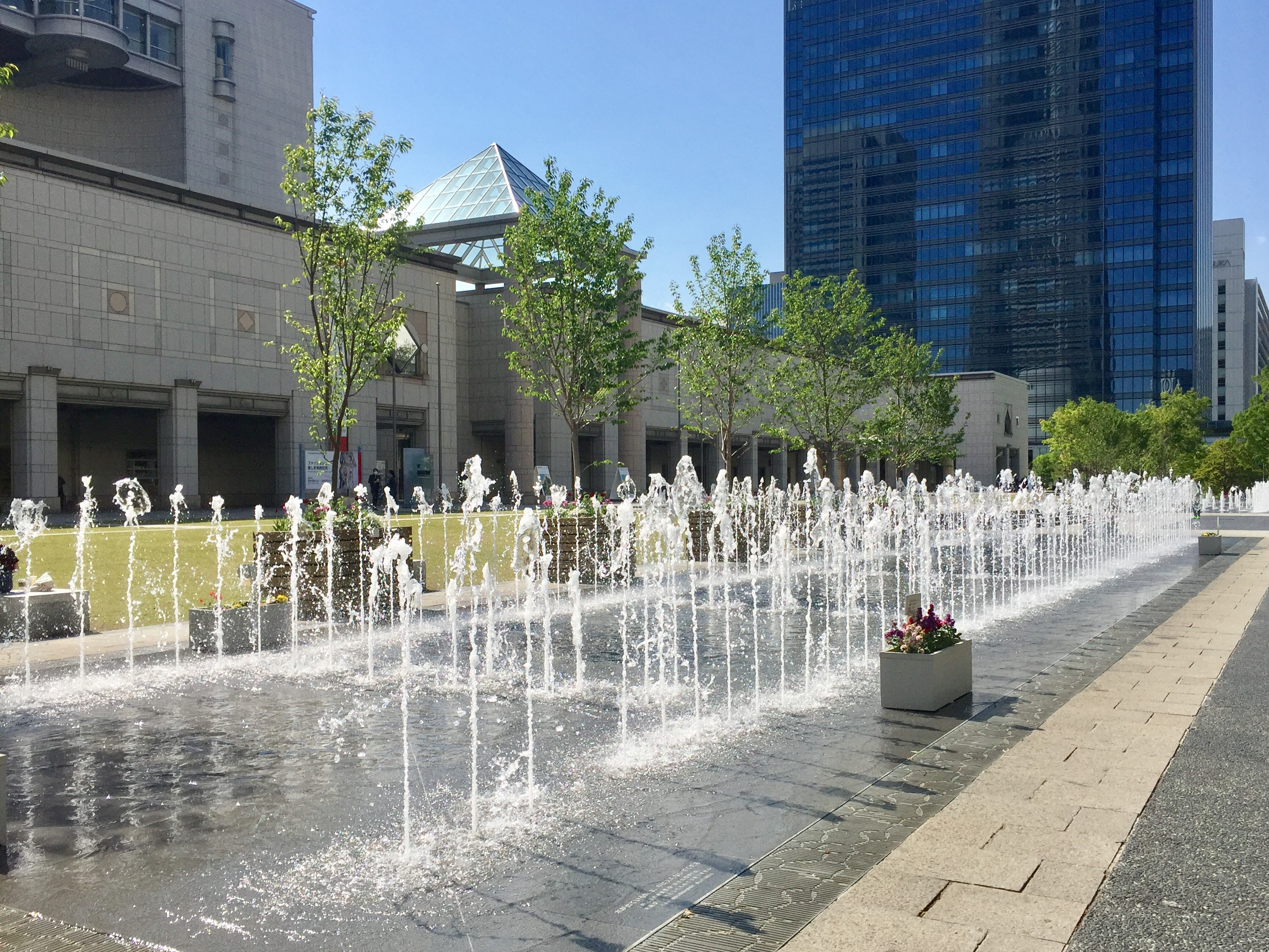
美術館前の噴水設備 （2017年4月28日）
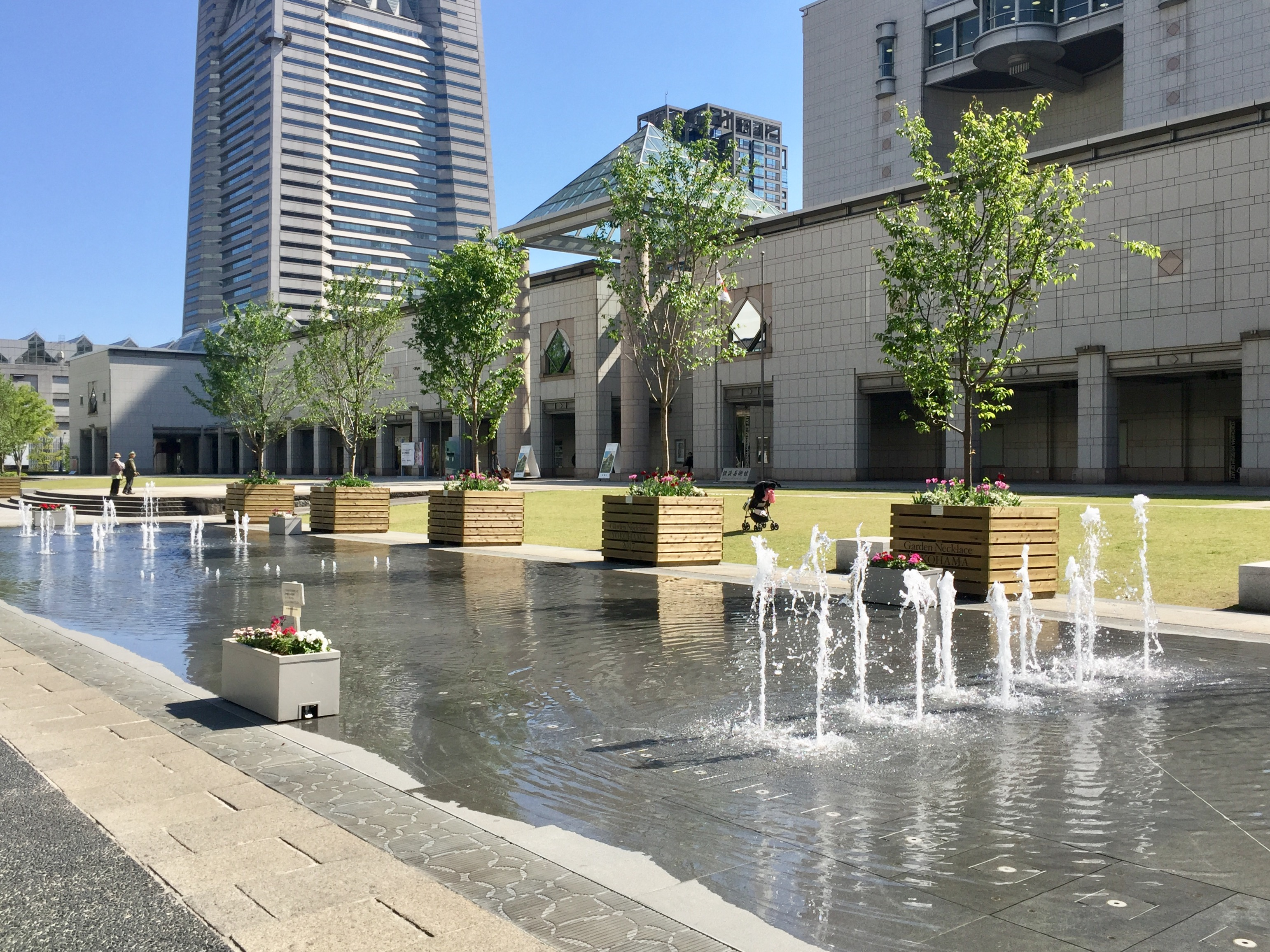
噴水は時間とともに変化し様々な表情を見せる （2017年4月28日）
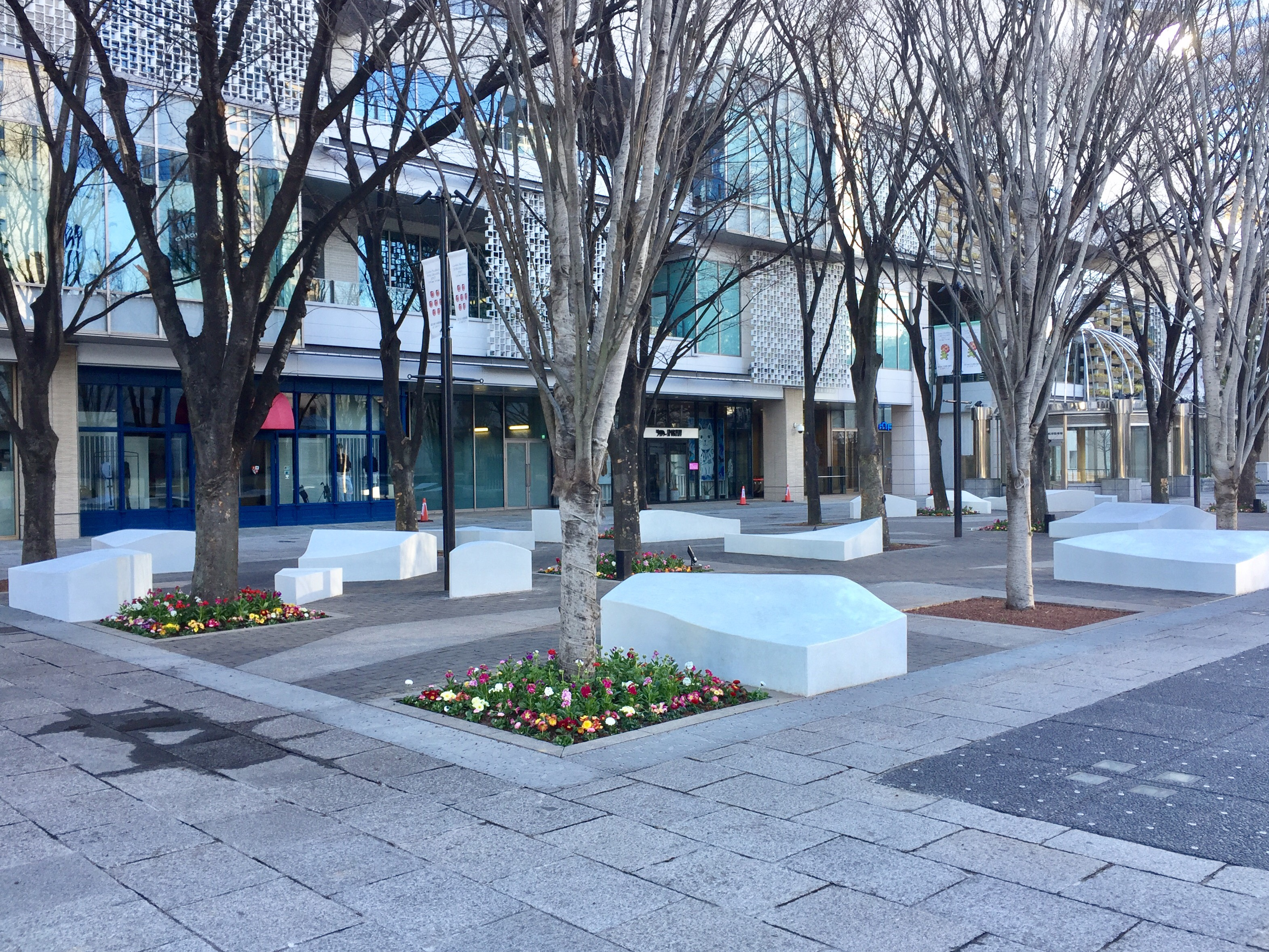
波をモチーフにしたMARK IS みなとみらい前のベンチ （2017年2月11日）
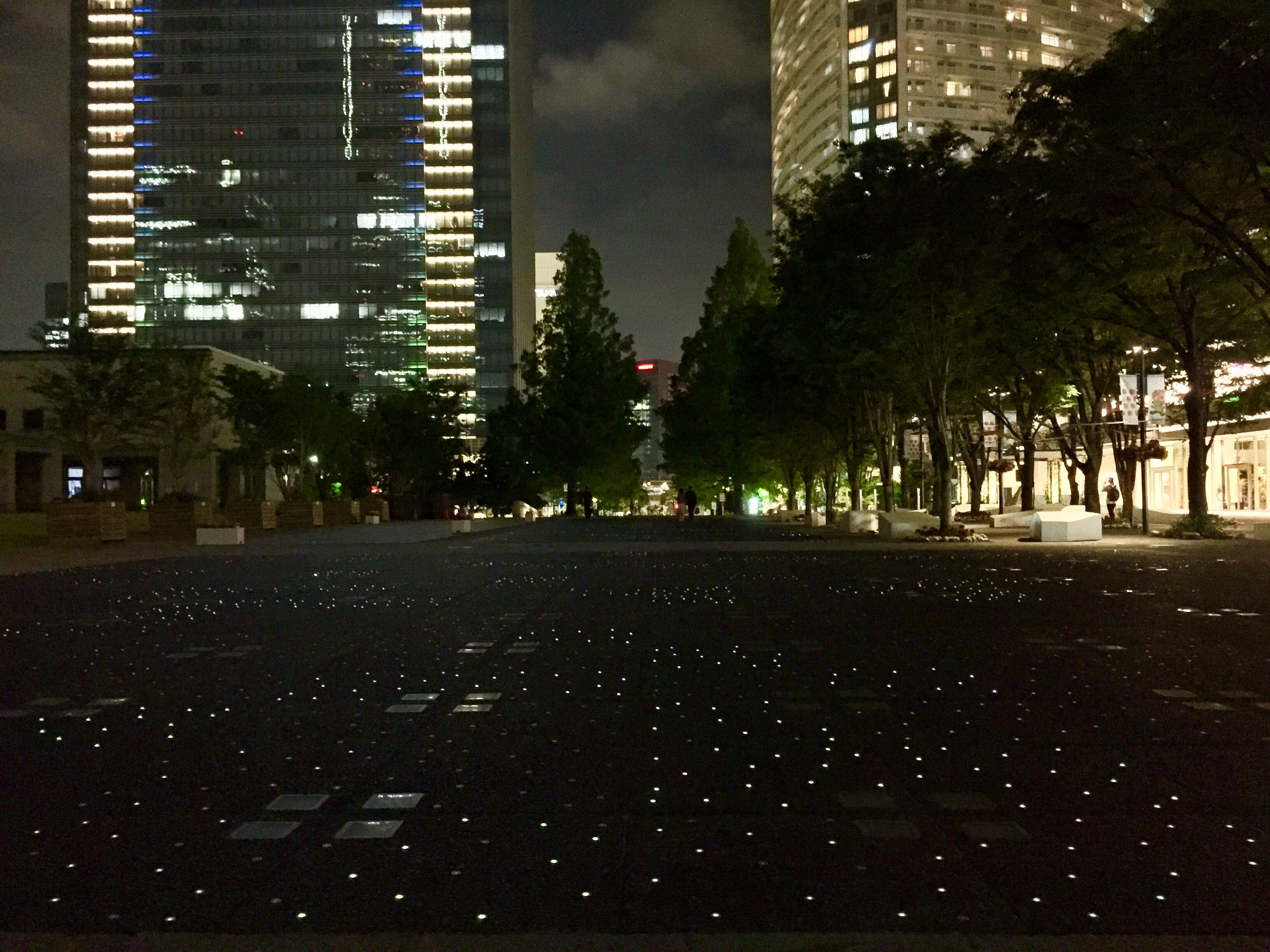
夜光海ペーブ（2017年5月26日） ※画像はクリックで拡大可

エリアギャラリー

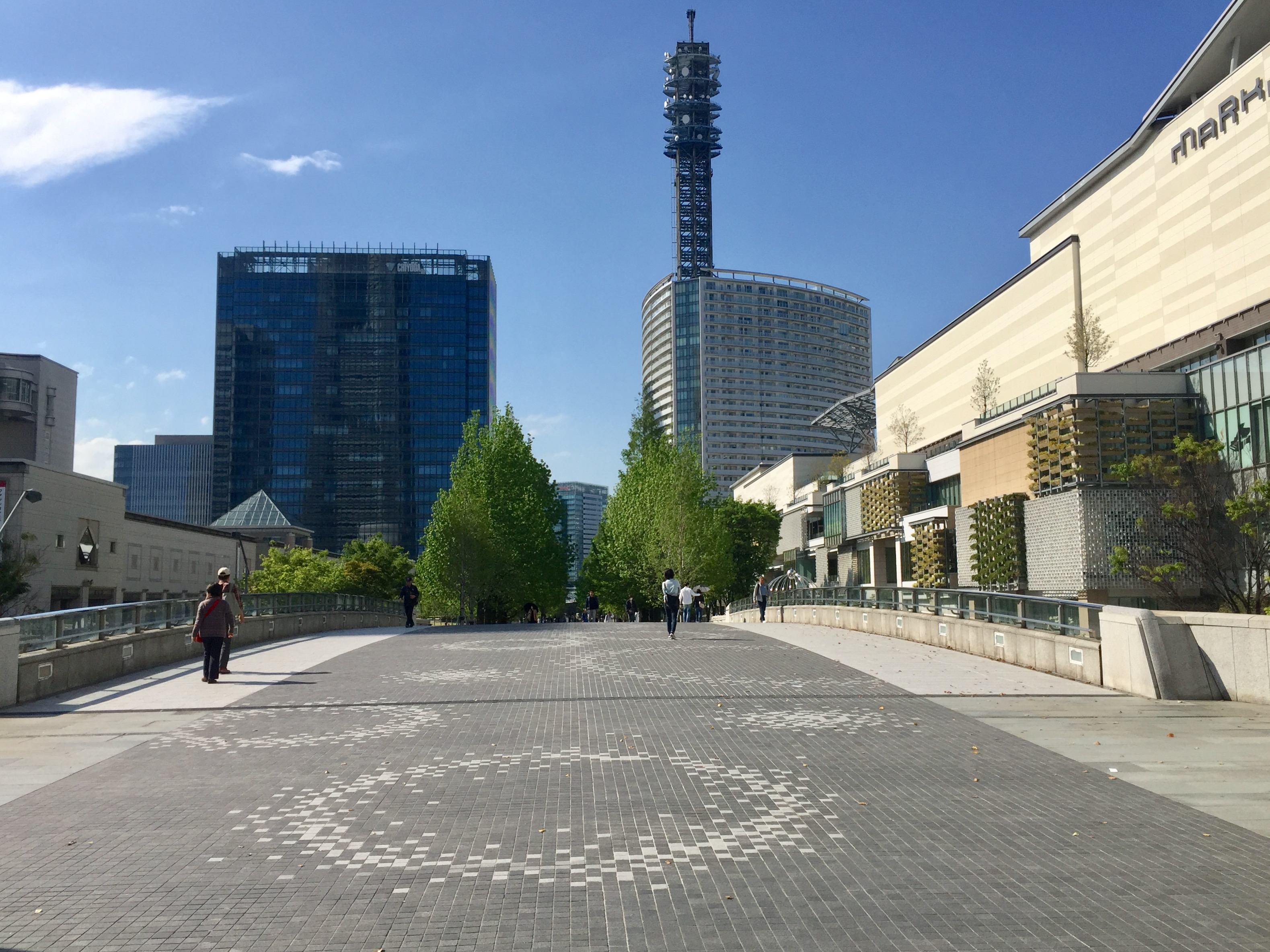
広場に面して美術館（左端）とMARK IS みなとみらい（右端）がある（グランモール橋より、2017年4月28日）
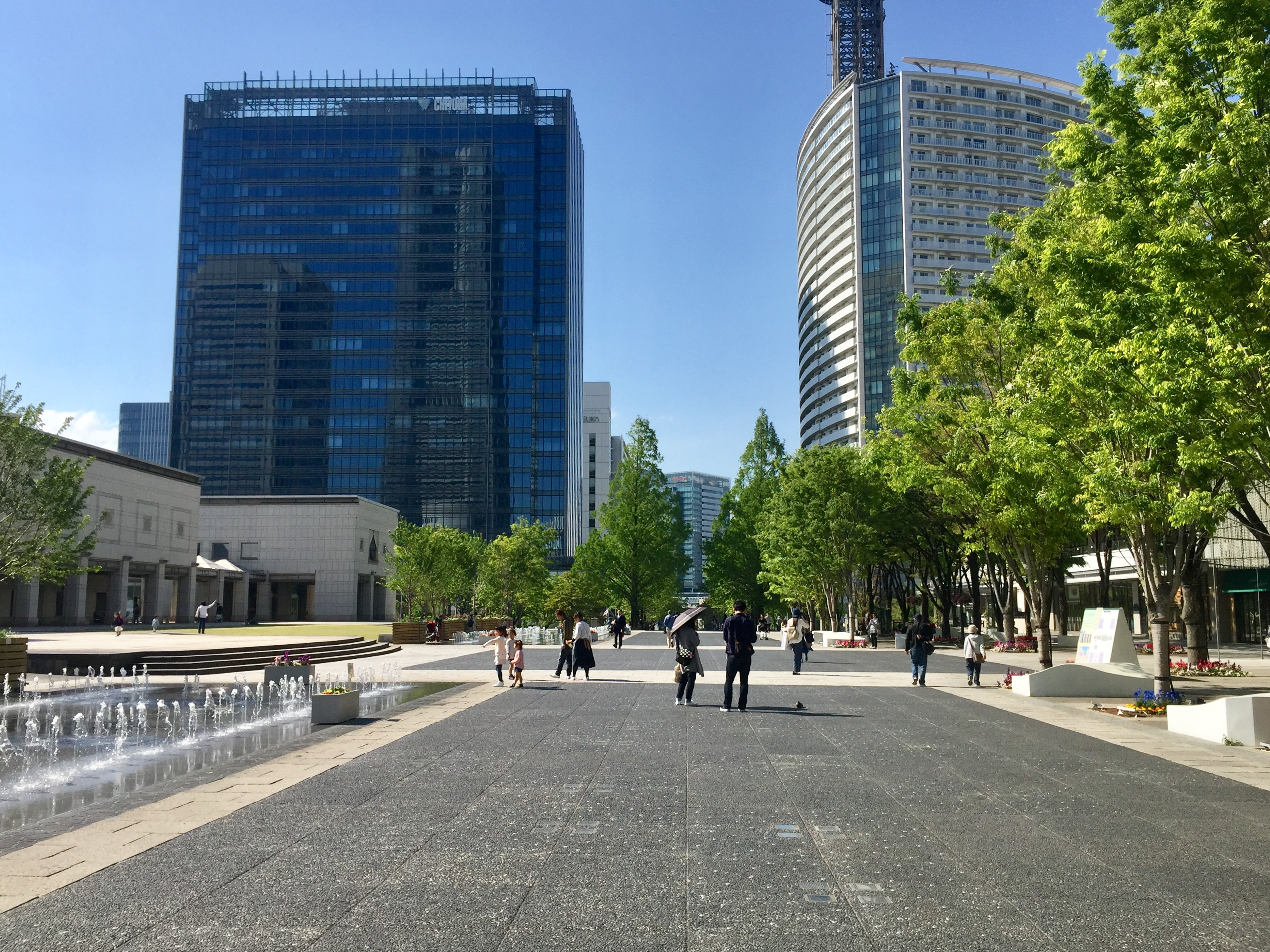
美術の広場よりグランドセントラルタワー方面を見る （2017年4月28日）
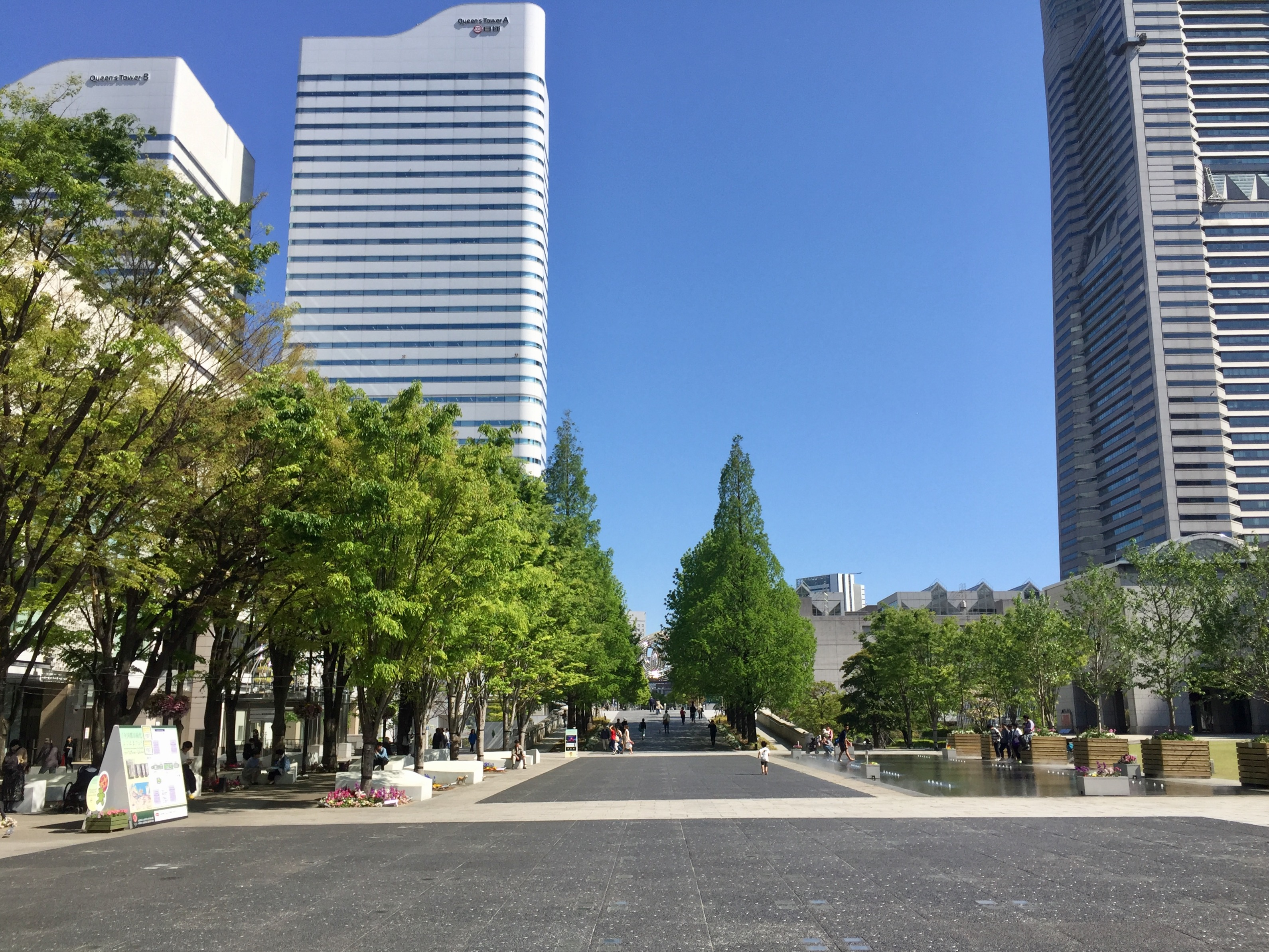
美術の広場よりランドマークタワー方面を見る （2017年4月28日）
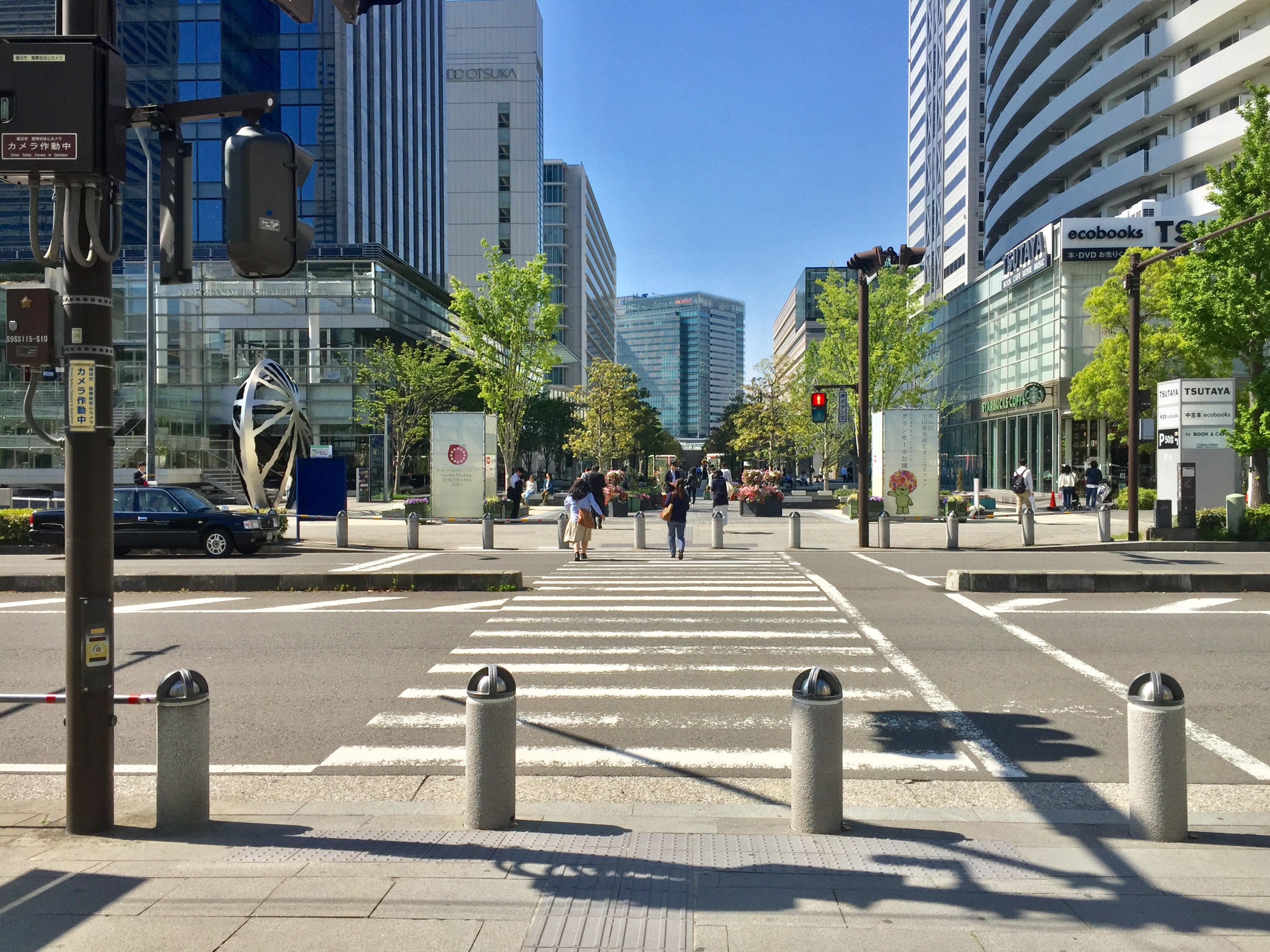
グランドセントラルタワー手前にある横断歩道 （2017年4月28日）

### 桟橋の広場・眺めの広場

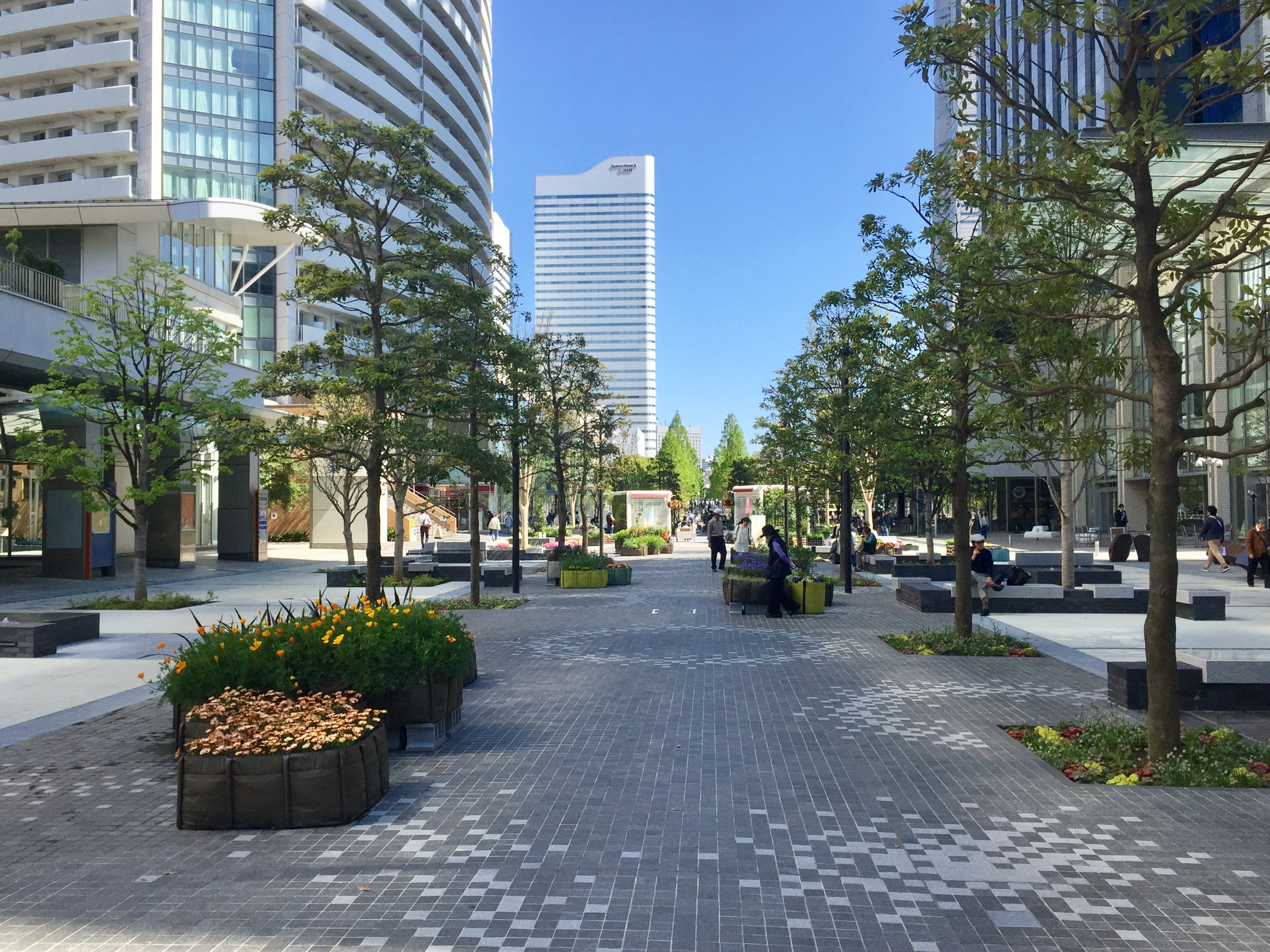
桟橋の広場（2017年4月28日）
※緑化フェア開催期間中

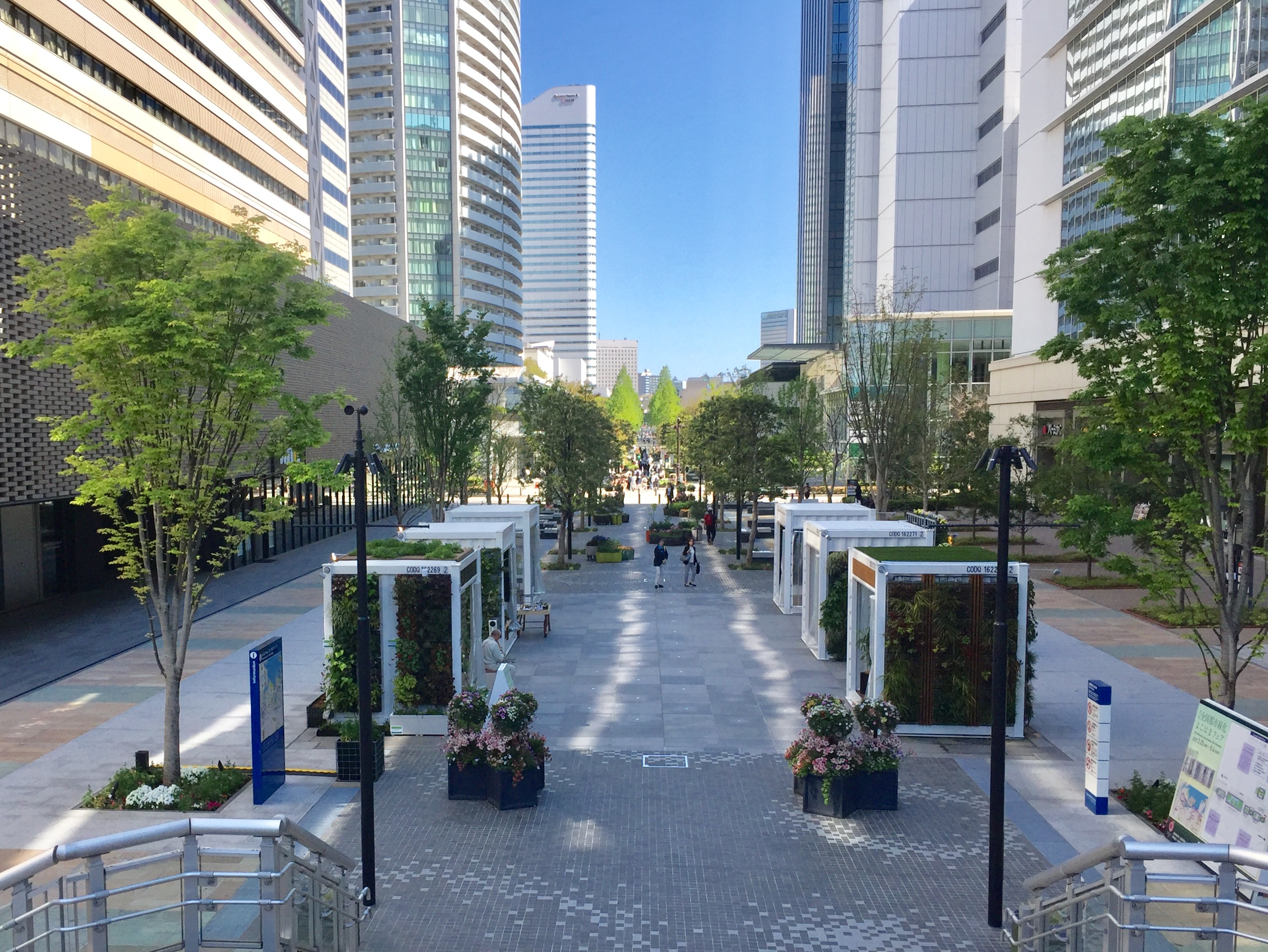
眺めの広場（2017年4月28日）
※緑化フェア開催期間中

いちょう通りより北のエリアでは両脇にそれぞれの施設を置きつつ、途中の横断歩道を除き快適に移動できる歩行者専用通路（歩行者動線）として連続的に整備されている。また、後節の再整備事業にあたってみなとみらいグランドセントラルタワー前〜リーフみなとみらい前は「桟橋の広場」、横浜アイマークプレイス前は「眺めの広場」という名称が新たに付いている。
桟橋の広場
西側の42街区には複合オフィスビル「みなとみらいグランドセントラルタワー」、「リーフみなとみらい」が続けて並び、東側の41街区には低層部に TSUTAYA（スターバックスコーヒー併設）やミニシアターの kino cinéma（キノシネマ）が入る集合住宅「みなとみらいミッドスクエア ザ・タワーレジデンス (M.M.MID SQUARE)」、屋上に巨大な電波塔がそびえ立つ「横浜メディアタワー」が並んでいる。
眺めの広場
横断歩道を渡ると、その先では公園を挟んで両側（東西脇の45・46街区）に暫定利用の商業施設「横浜ジャックモール」が2012年（平成24年）まで存在したが、同施設の閉鎖後は両街区跡地で恒久施設の再開発が各々行われており、46街区（旧ジャックモール・ウエスト棟跡地）では清水建設の手がける複合オフィスビル「横浜アイマークプレイス」が2014年（平成26年）3月に完成、さらに45街区（同・イースト棟跡地）では三菱地所の手がける企業向け宿泊・研修施設「MUFGグローバルラーニングセンター」（三菱UFJフィナンシャル・グループの研修施設）が2015年（平成27年）3月に完成している。
公園の範囲はここまでであるが、歩行者動線のグランモール軸はすずかけ通り頭上を通る「すずかけ通り歩道橋」により53街区の横浜シンフォステージ （旧GENTO YOKOHAMA跡地の再開発）・新高島駅方面へと続き、さらにその先は横浜駅東口方面および歩行者動線・都市軸の一つである「キング軸」へ接続している。
再整備の実施状況
このエリアでは後節の再整備事業の第二期区間として、2016年（平成28年）5月〜2017年（平成29年）1月までリニューアル工事（エリアテーマは「港」）を実施。エリア全体を「大きな港」と捉え、レンガを用いたベンチや水景設備（＝「桟橋」をイメージ）、集いの場（＝「小さな港」をイメージ）などが新たに設けられている。また、みなとみらいグランドセントラルタワーや横浜アイマークプレイスのエントランス前動線部には広めの空間「プラザ」を設けており、日没後の地面で水をモチーフにした光の演出も実施（この他、開港記念日やクリスマスなどには特別な演出も実施）している。
なお、リニューアル前には公園の中心軸に沿って水が張られている箇所（みなとみらいグランドセントラルタワー前）や花壇となっている箇所（リーフみなとみらい前と横浜アイマークプレイス前）があったがこの部分は様変わりしており、他のエリアと同様に公園全体の中心軸を繋ぐ統一したイメージ（地下の水脈から沸き出る水をイメージした波紋パターン）の舗装が新たに施されている。
設備ギャラリー

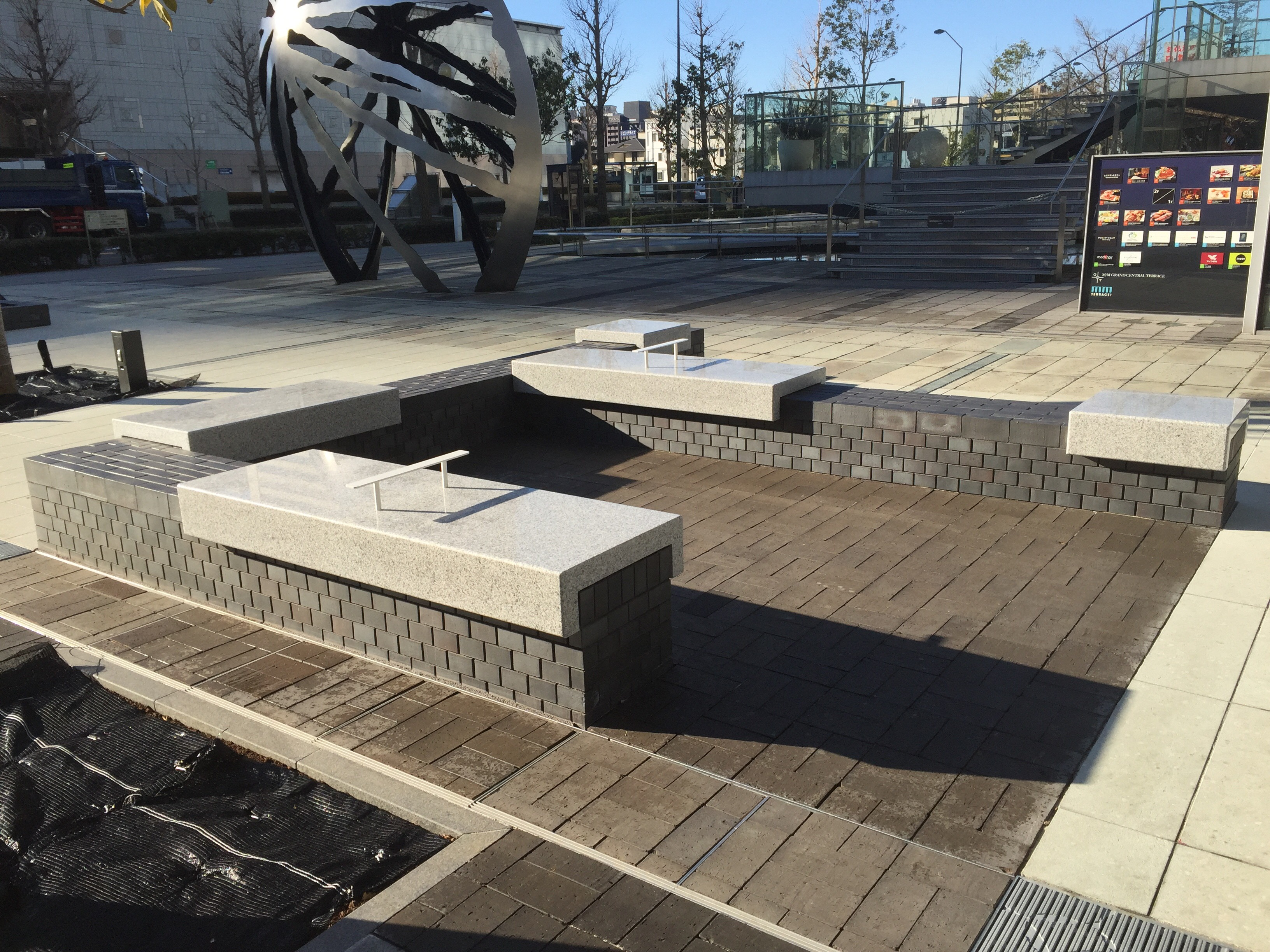
レンガを用いたベンチ （2017年2月11日）
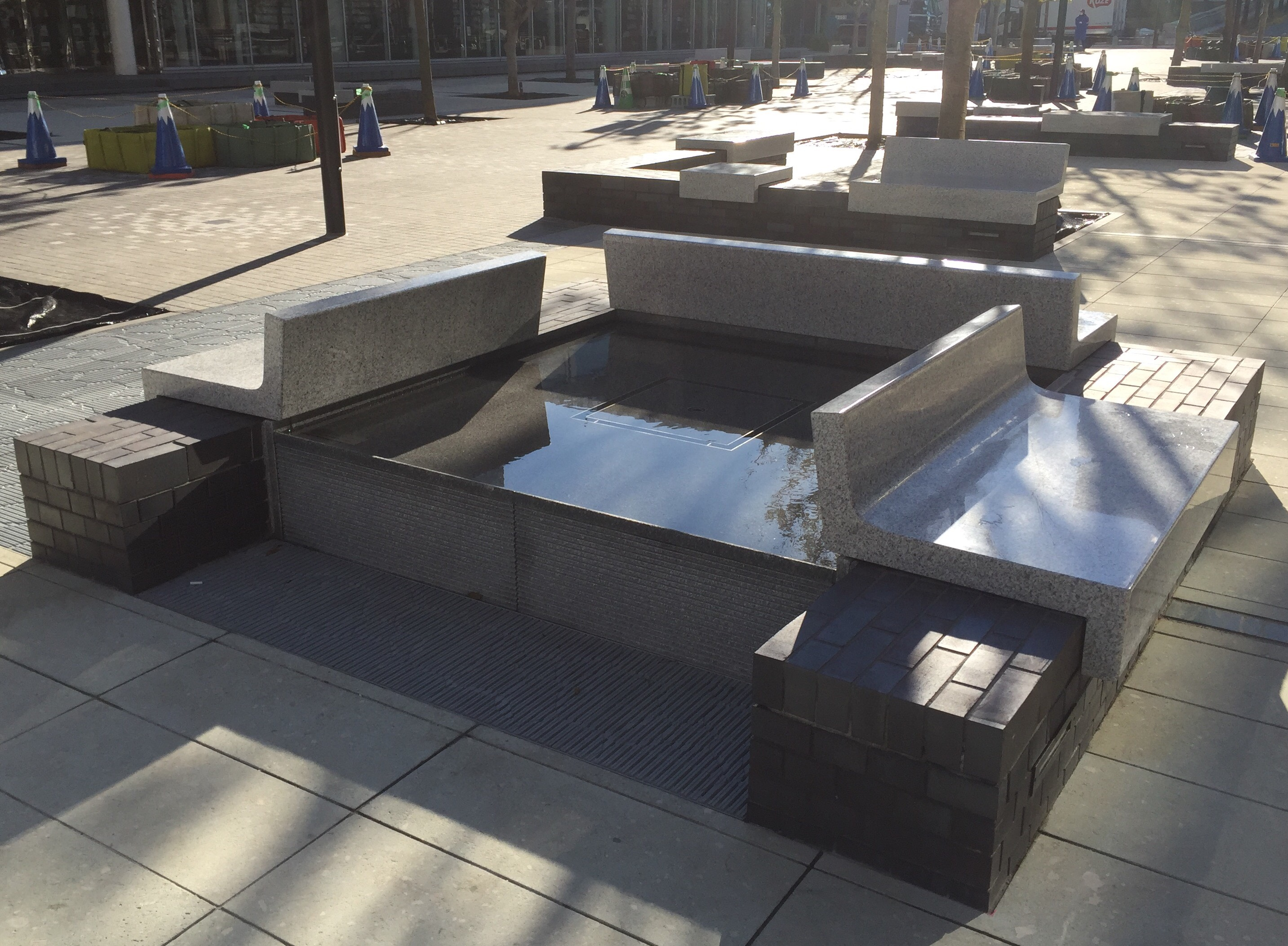
水景設備も兼ね備えたベンチ （2017年2月11日）
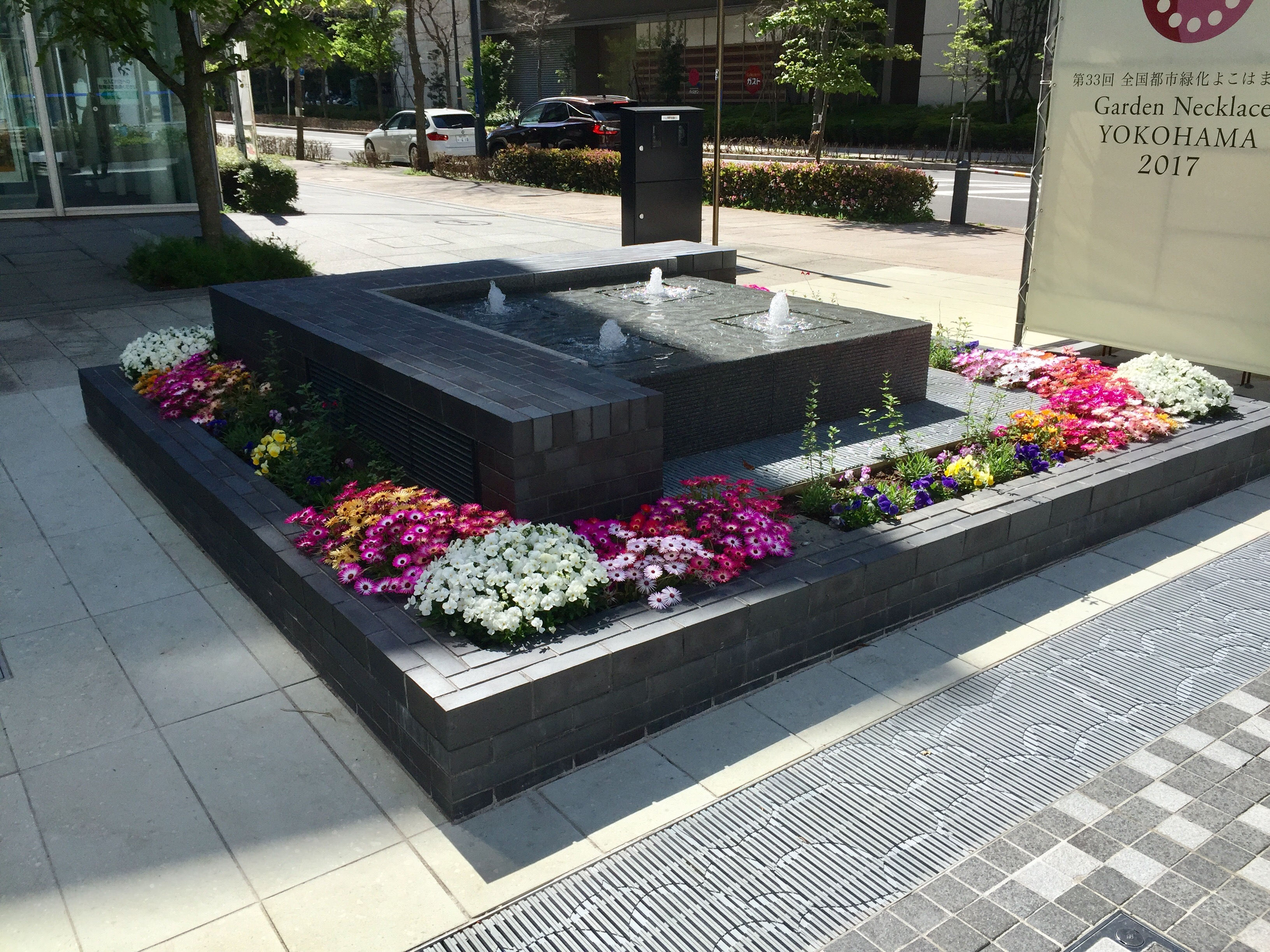
水景設備と周囲の花壇 （2017年4月28日） ※緑化フェア開催期間中
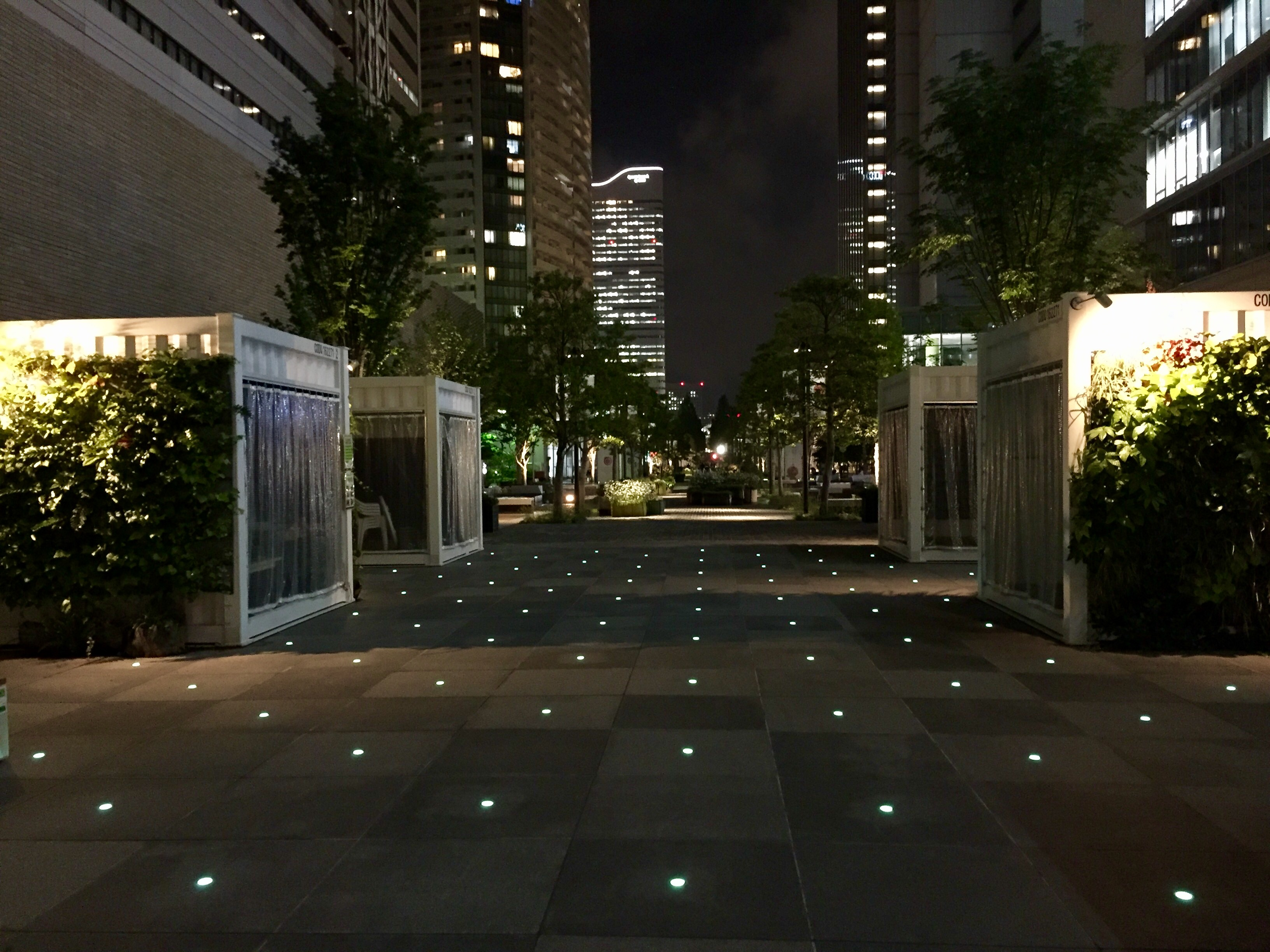
アイマークプレイス前の地面における光の演出 （2017年5月26日）

エリアギャラリー
桟橋の広場

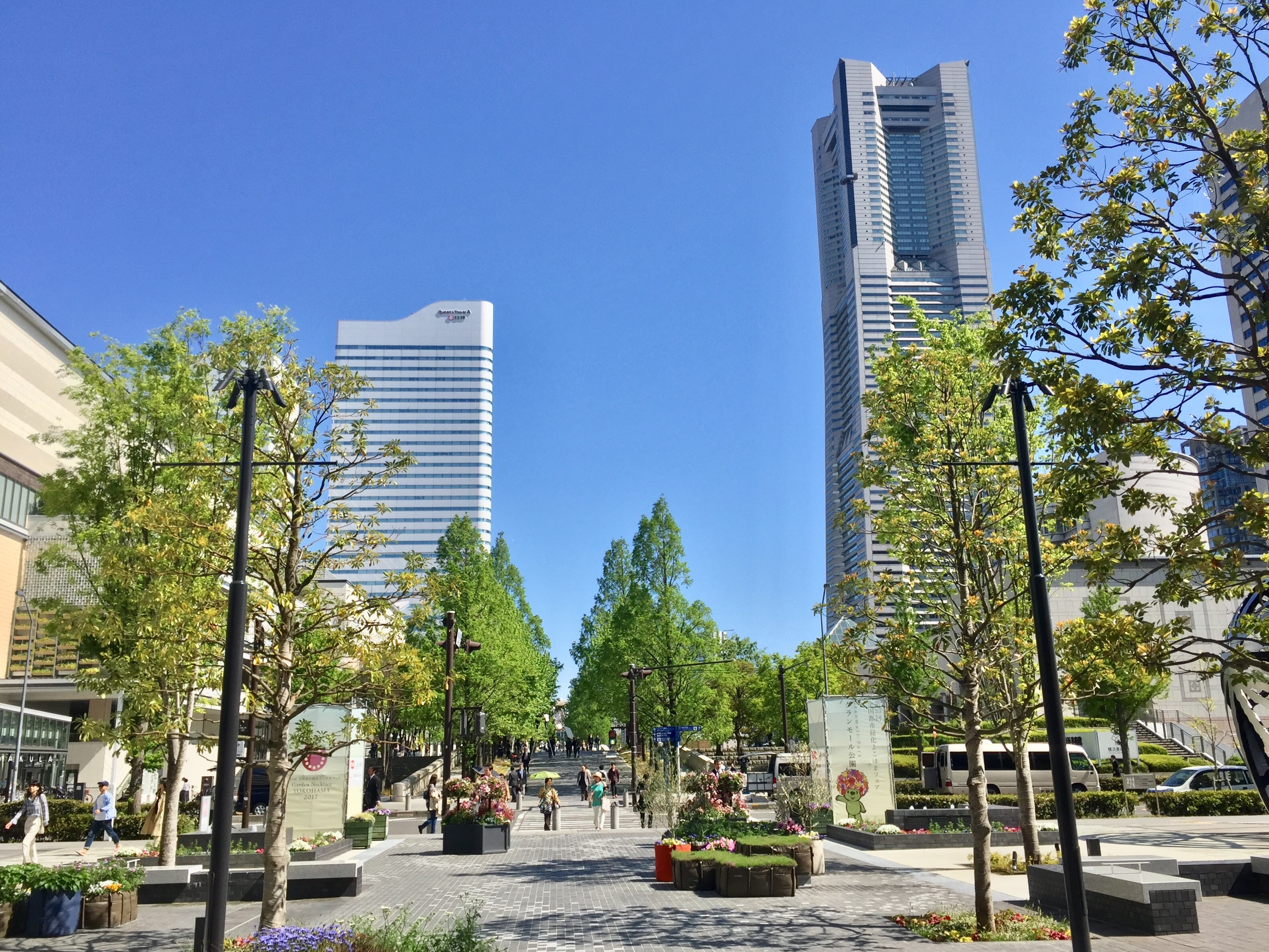
桟橋の広場（グランドセントラルタワー前）よりランドマークタワー方面を望む （2017年4月28日）
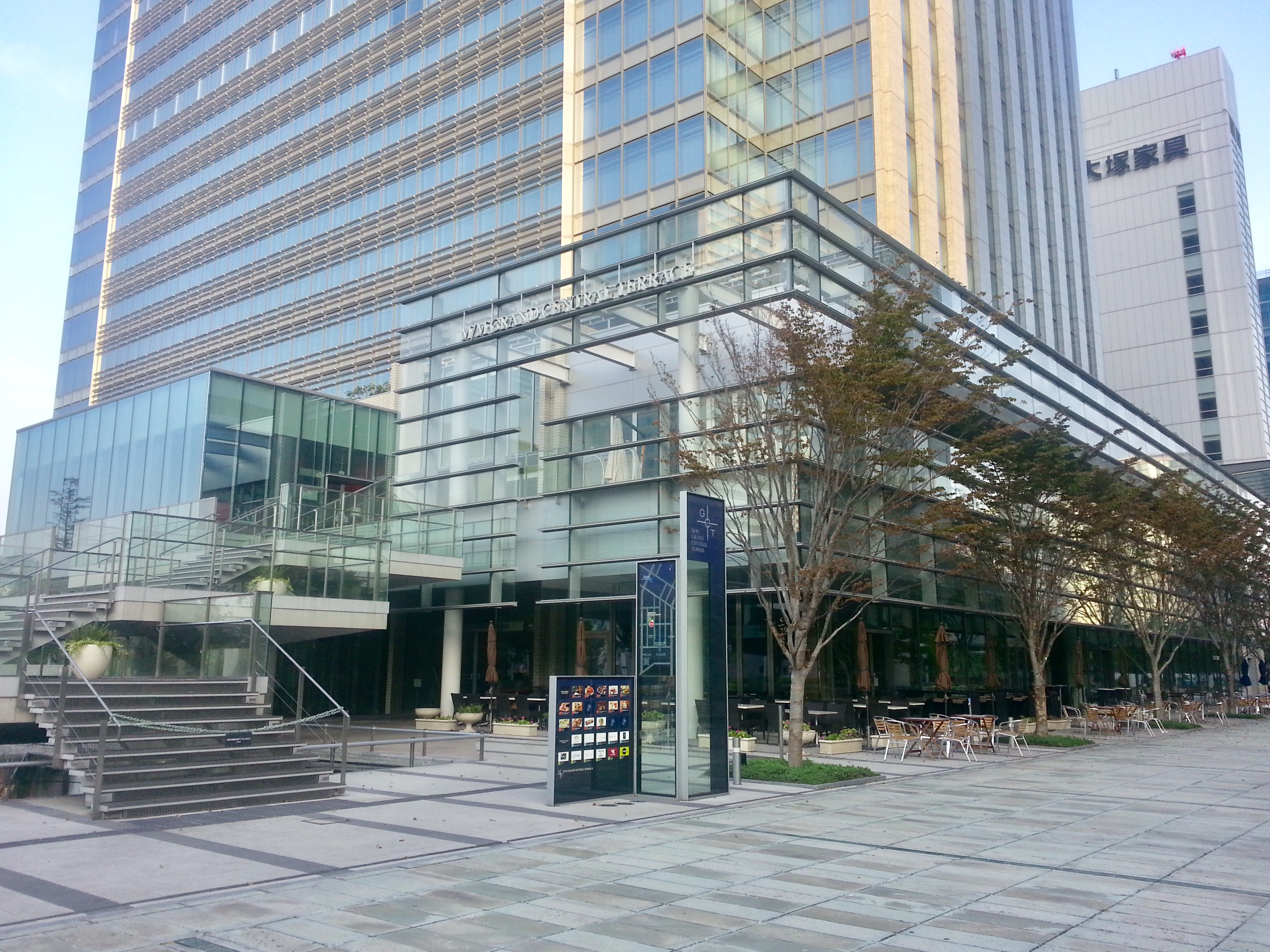
グランドセントラルタワー前 （2013年9月22日）
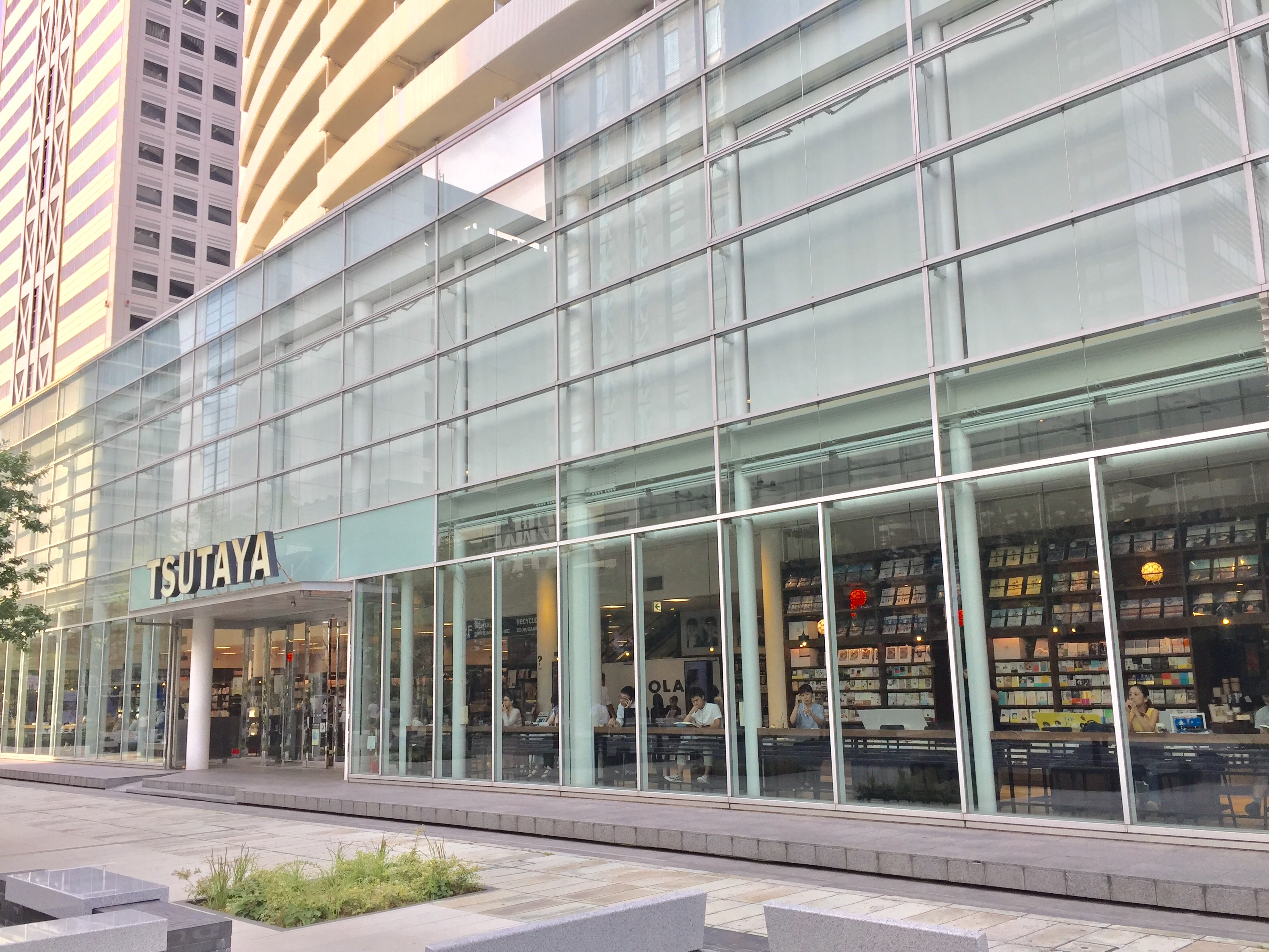
MMミッドスクエア前 （2017年7月3日）
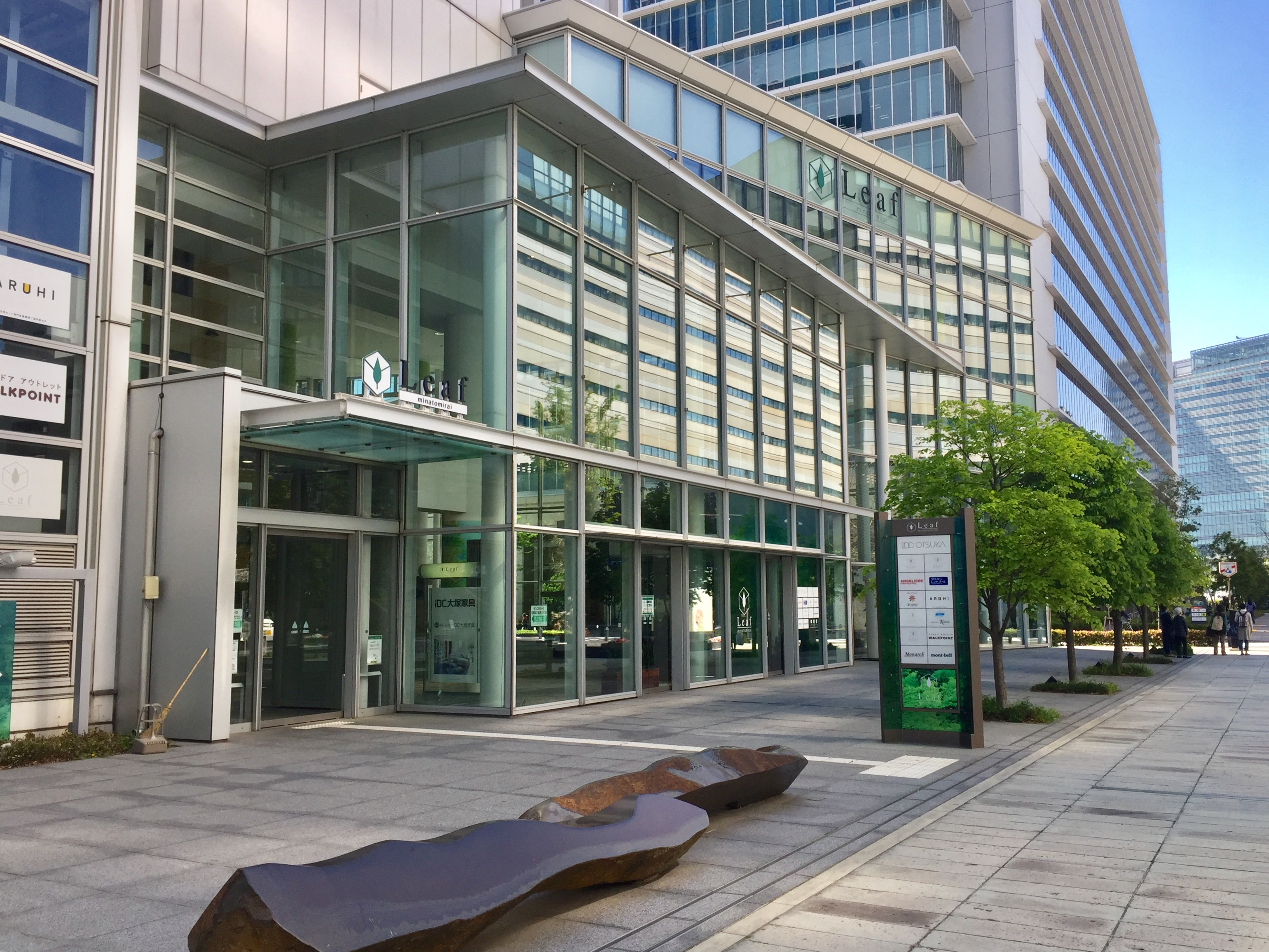
リーフみなとみらい前 （2017年4月28日）

眺めの広場

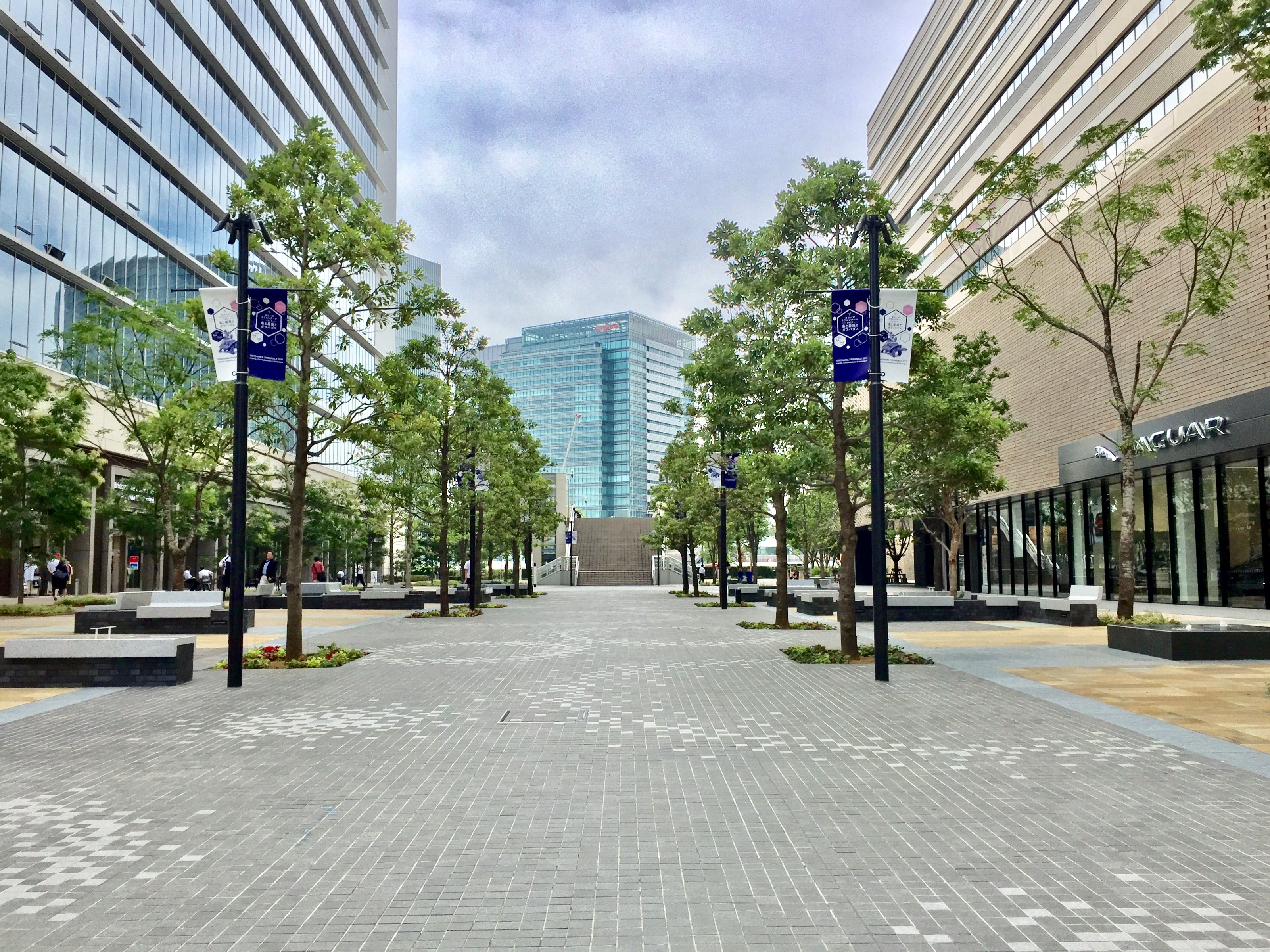
広場を挟んで、アイマークプレイス（左端）とグローバルラーニングセンター（右橋）が対面している （2017年7月3日）
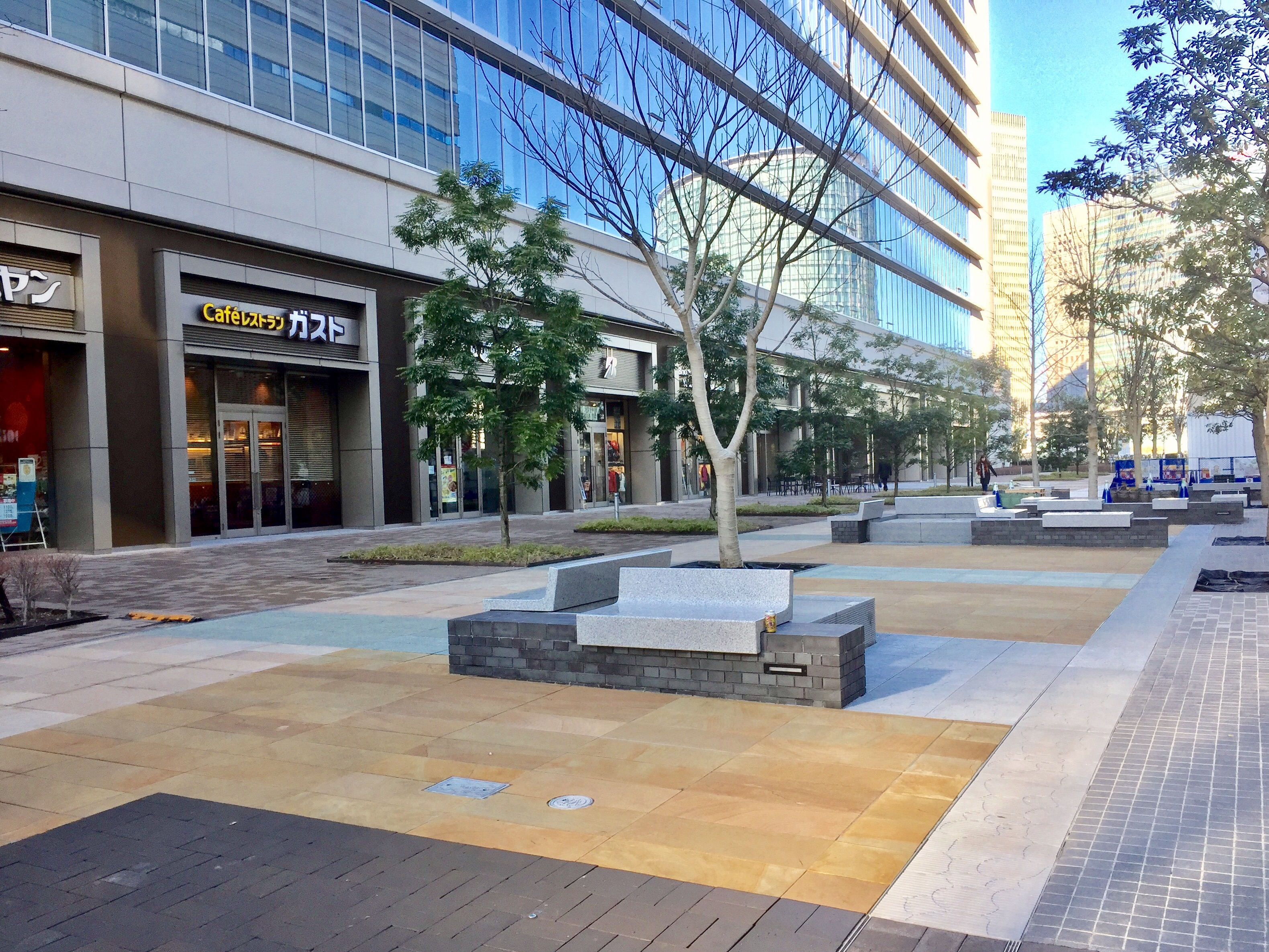
アイマークプレイス前 （2017年2月11日）
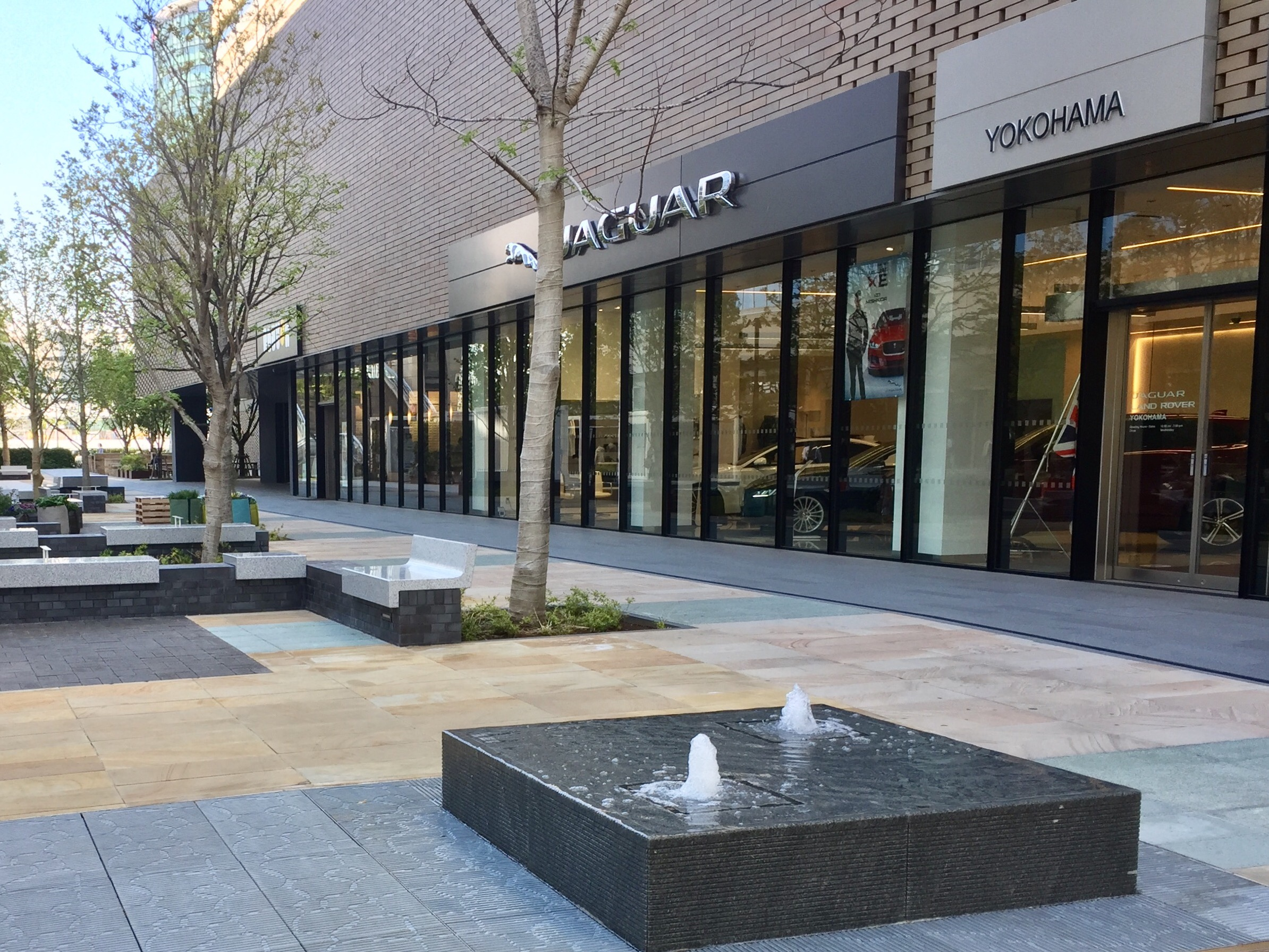
グローバルラーニングセンター前（2017年4月28日）
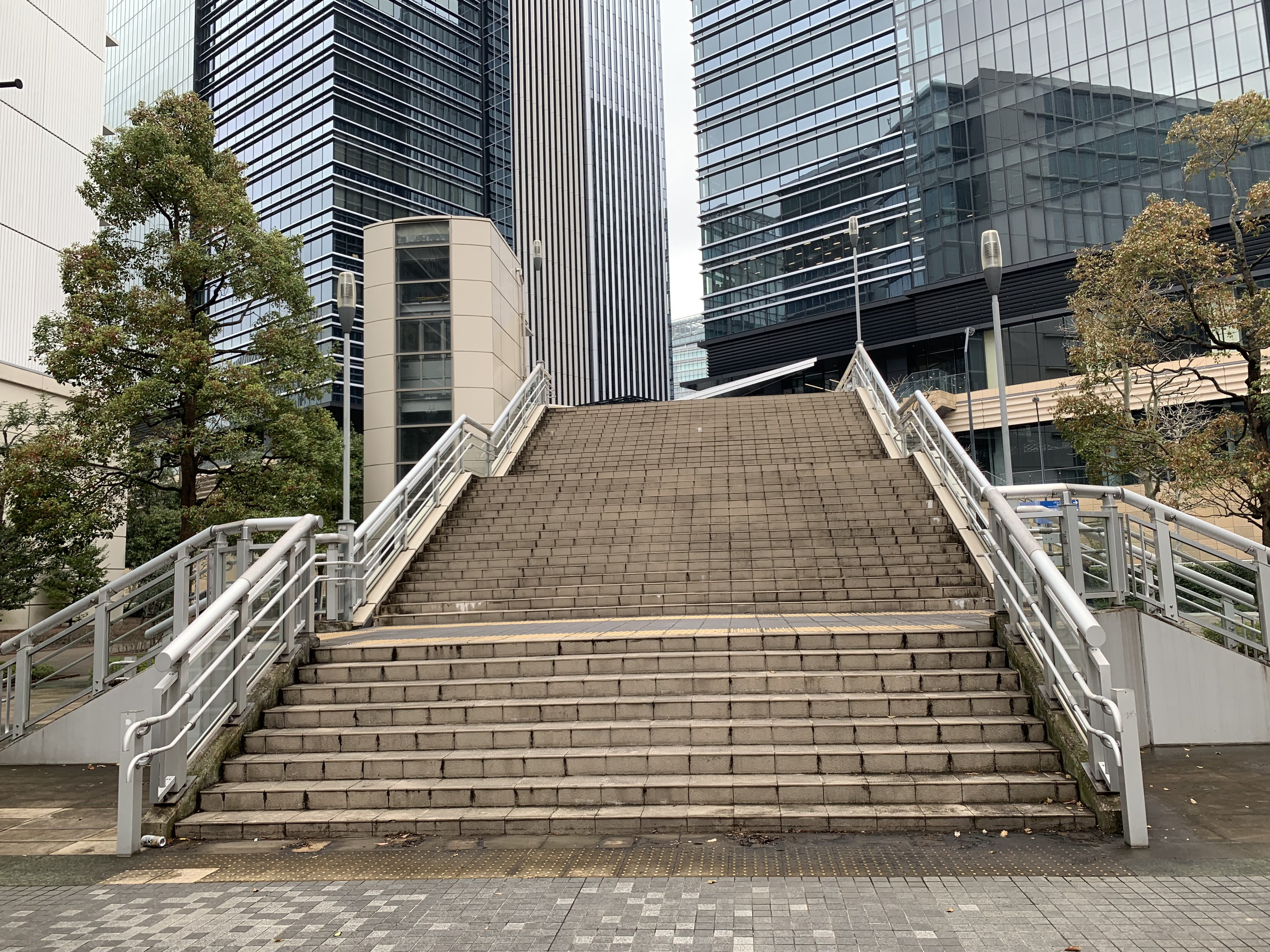
公園最北部より横浜シンフォステージ・新高島駅方面へ接続する、すずかけ通り歩道橋 （2024年4月1日）

リニューアル前の様子

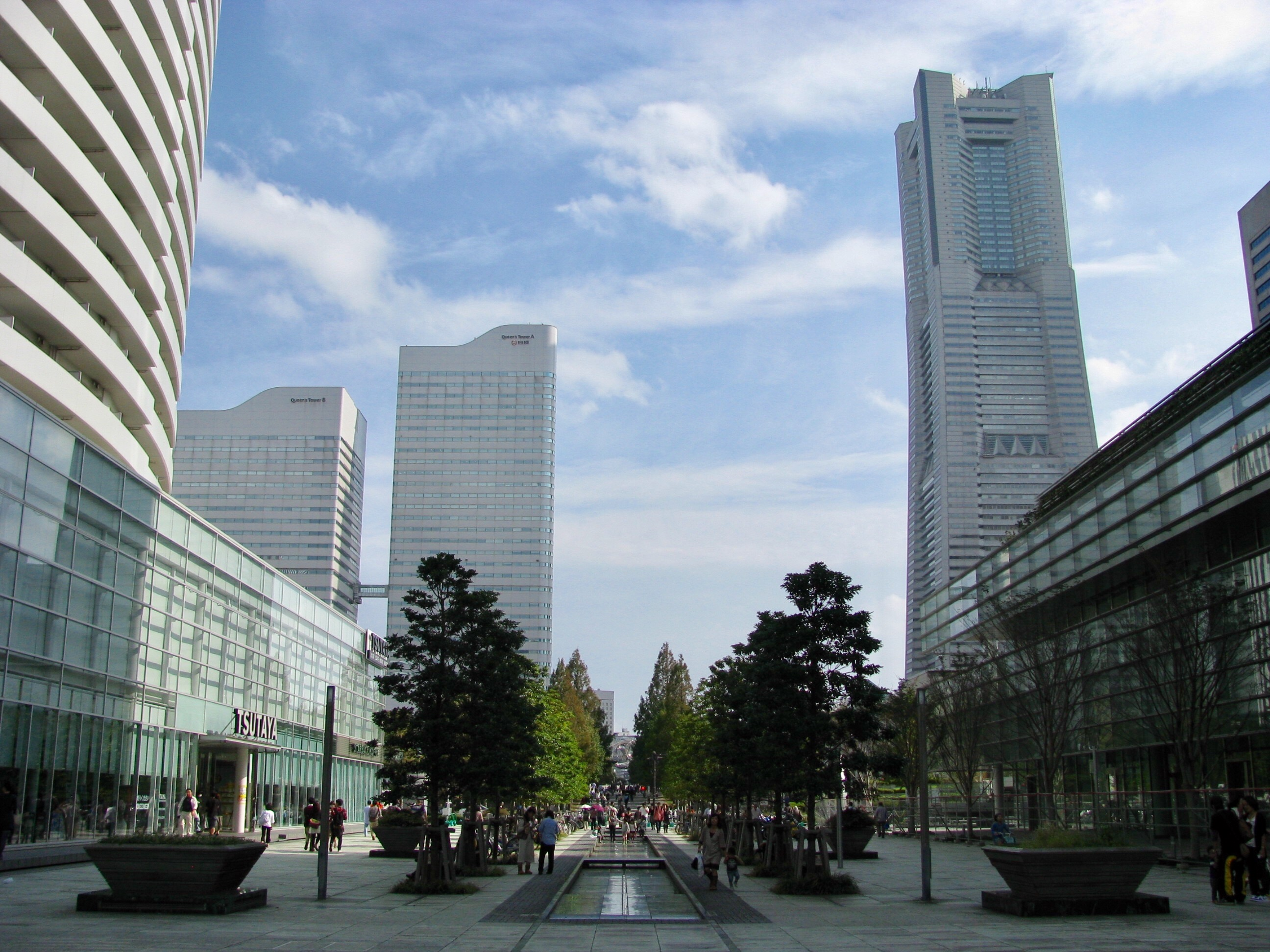
グランドセントラルタワー付近よりランドマークタワー方面を望む（2011年10月2日） ⇒同所における再整備後の画像
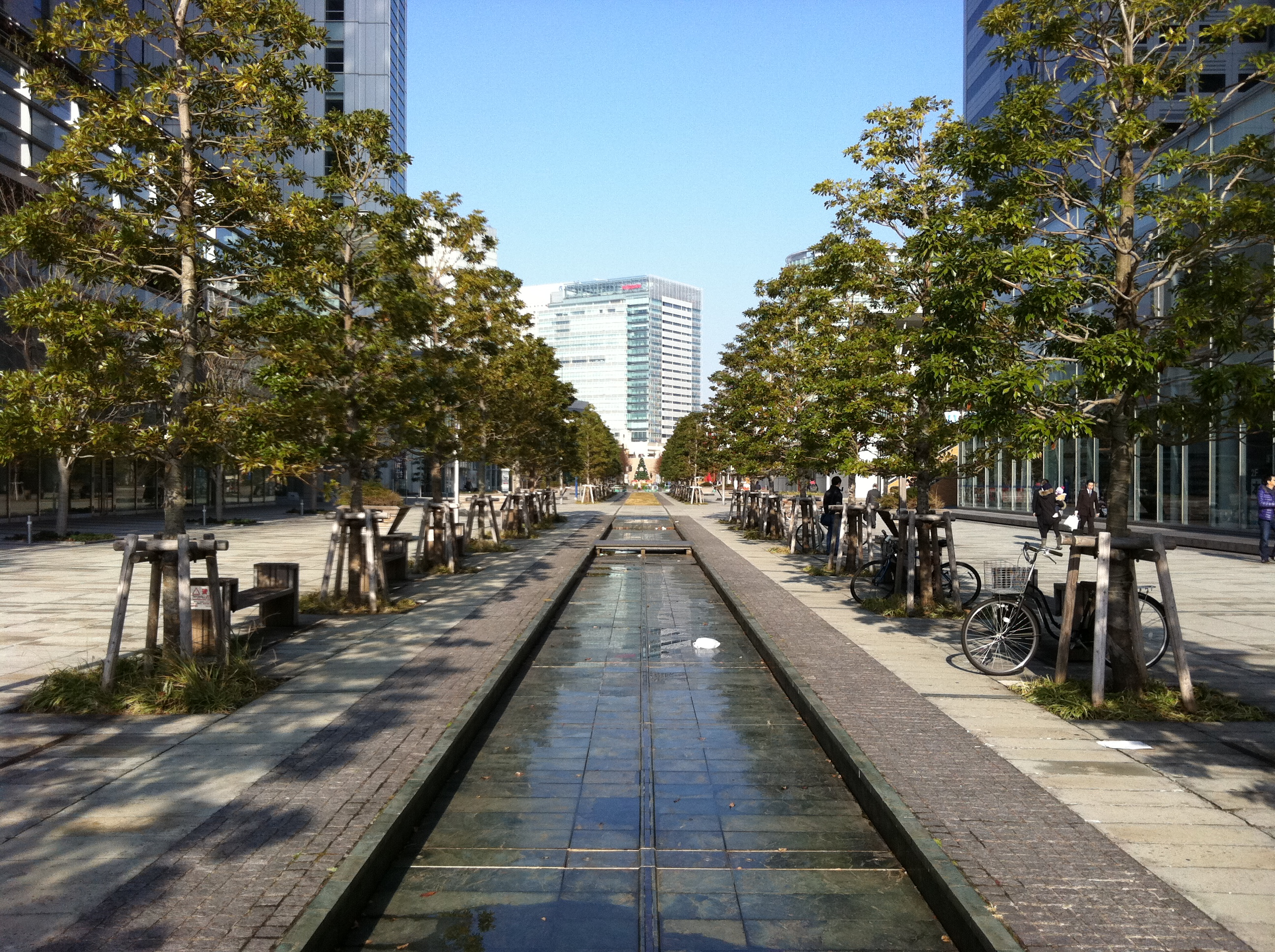
グランドセントラルタワー前 （2011年12月15日）
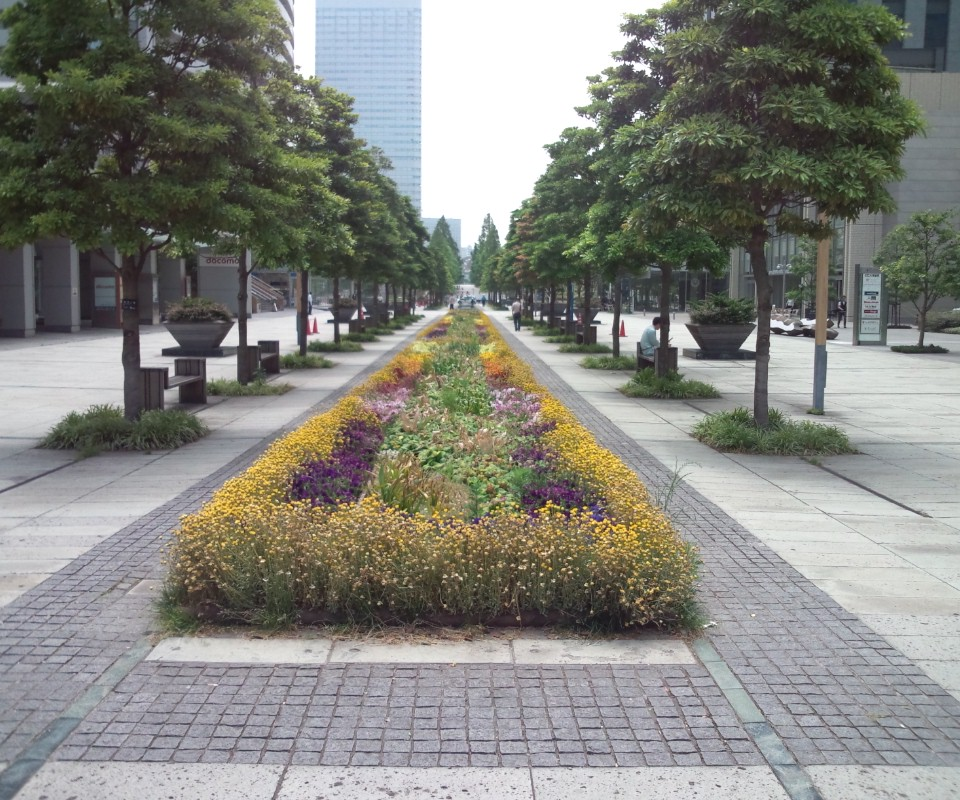
リーフみなとみらい前 （2013年6月3日）
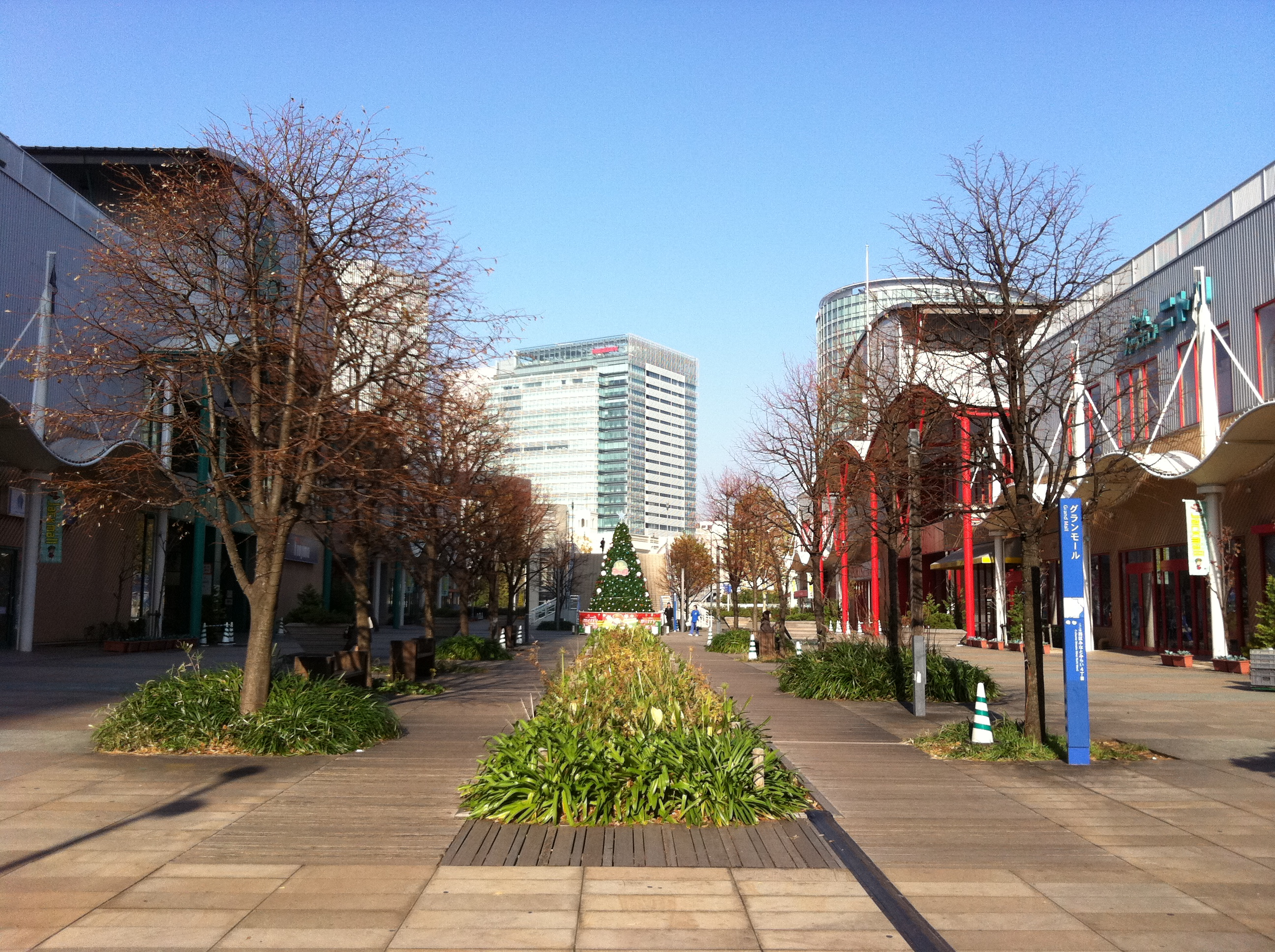
在りし日のジャックモール前、ウッドデッキ部分 （2011年12月15日）

## 公園沿いの施設

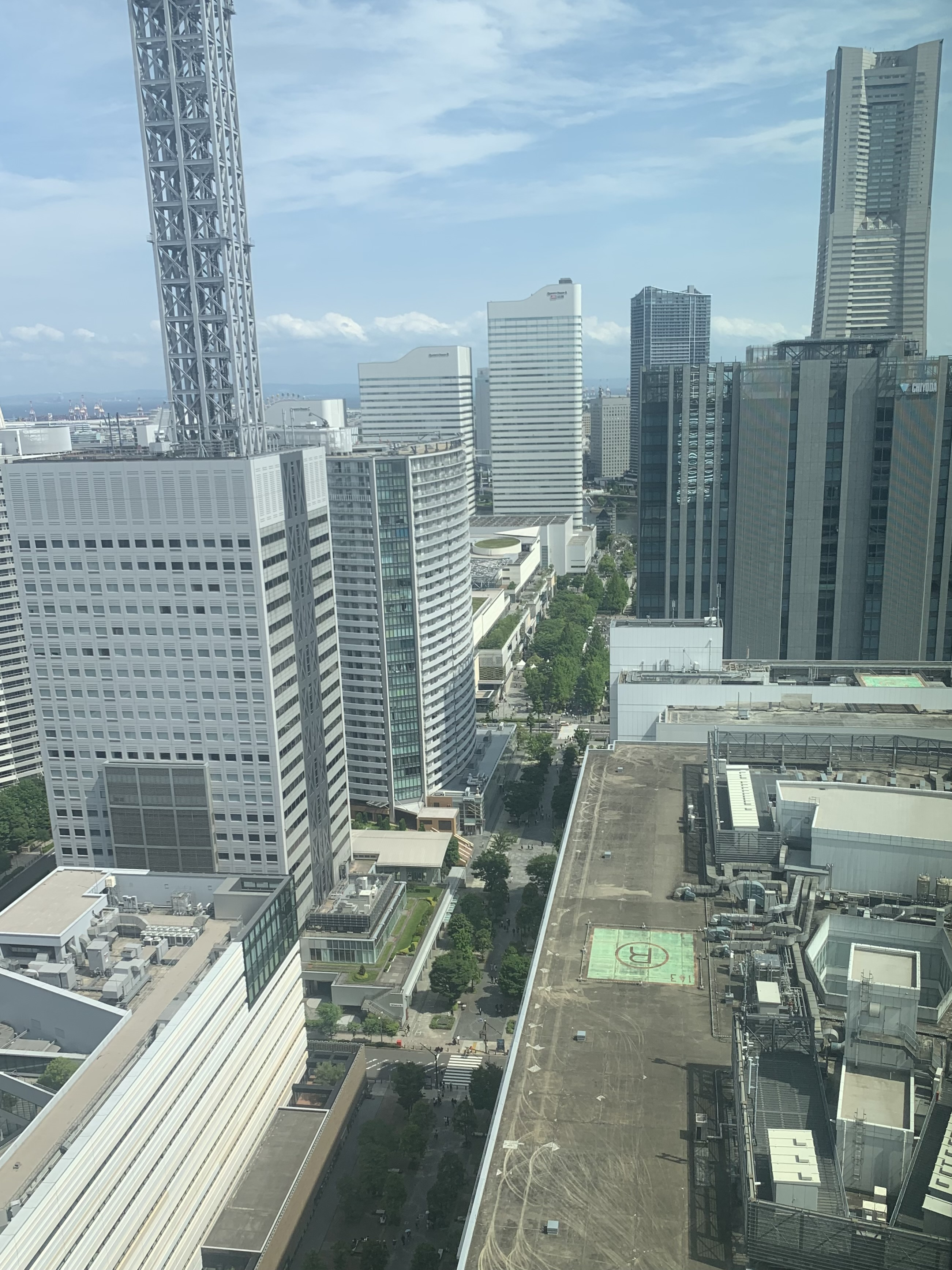
横浜シンフォステージのウエストタワー24階より撮影
（2024年5月26日）

当公園沿い（両脇）には以下の施設が並んでいる。
ヨーヨー広場
- ランドマークプラザ（25街区/広場西側）
- クイーンズスクエア横浜（24街区/広場東側）

美術の広場
- 横浜美術館（36街区/広場西側）
- MARK IS みなとみらい（34街区/広場東側）

桟橋の広場
- みなとみらいグランドセントラルタワー（42街区/広場西側）
  - 低層部（1〜2階）：商業店舗・飲食店エリア「MMテラス」
- リーフみなとみらい（42街区/広場西側）
- 集合住宅「みなとみらいミッドスクエア」（41街区/広場東側）
  - 低層部（1〜2階）：スターバックスコーヒー併設の TSUTAYA やミニシアターの kino cinéma（キノシネマ）など
- 横浜メディアタワー（41街区/広場東側）
  - 低層部（1階）：ハックドラッグ（ドラッグストア）

眺めの広場
- 横浜アイマークプレイス（46街区/広場西側）
  - 低層部（1階）：ガスト・バーミヤン（ファミリーレストラン）、コンビニなど（テナントの詳細は同ビル項目内の該当節を参照）
- MUFGグローバルラーニングセンター（三菱UFJフィナンシャル・グループ研修施設）（45街区/広場東側）
  - 低層部（1階）：ジャガー・ランドローバー横浜（自動車ショールーム）、ドトールコーヒー

閉鎖となった施設
- 横浜ジャックモール（2012年9月閉館）（45・46街区）

## イベント
ヨコハマ大道芸
ヨーヨー広場の南端（さくら通り側）に当たる「円形広場」では、週末を中心に大道芸のイベントが開催されている。イベントスケジュールは、ヨコハマ大道芸の公式サイトを参照のこと。

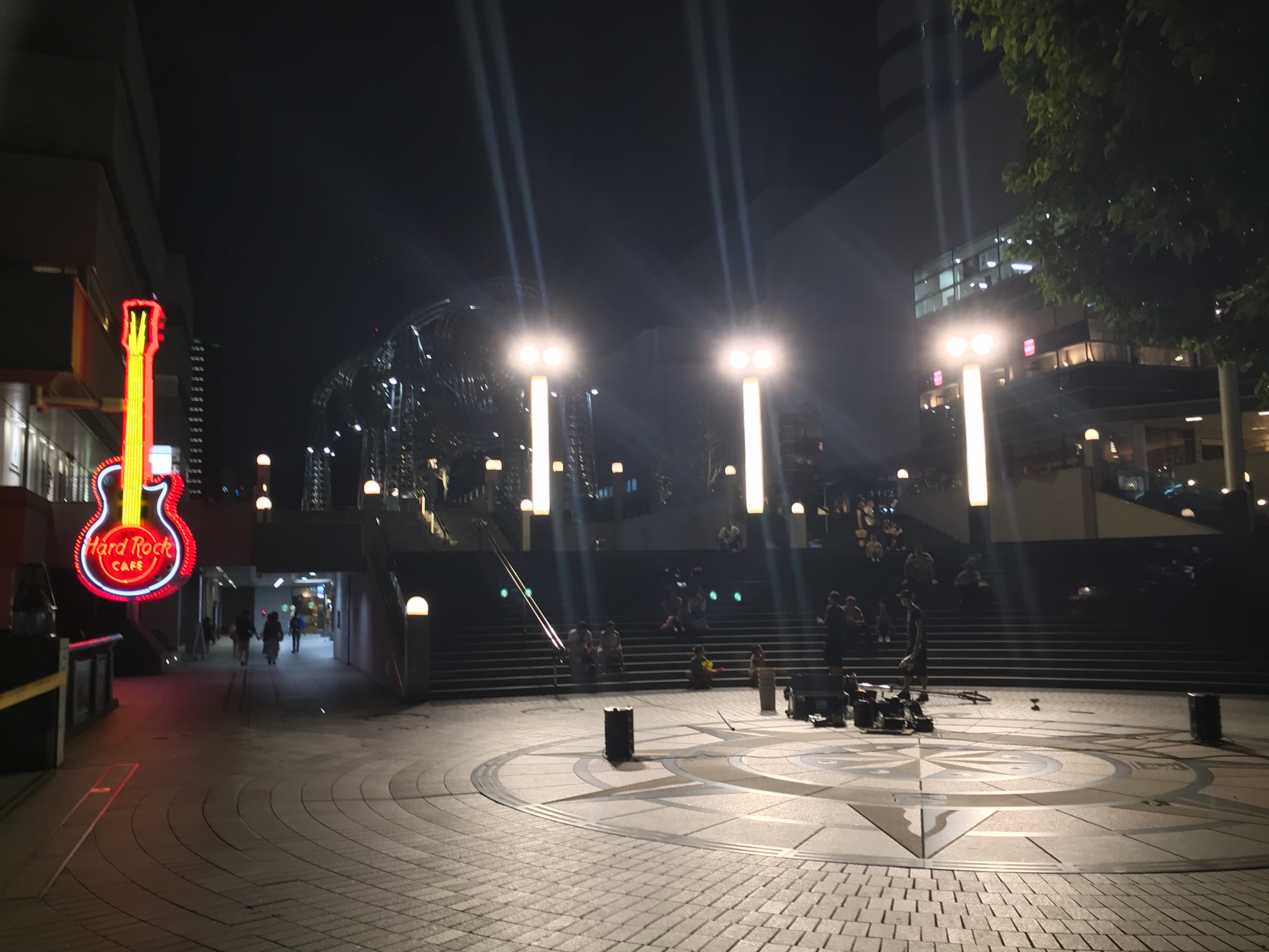
日没後の円形広場（2017年8月26日）

過去に開催されたイベント
- 第33回全国都市緑化よこはまフェア（愛称：ガーデンネックレス横浜2017/開催期間：2017年3月25日〜6月4日）
「みなとガーデン」会場の一つとして、企業・団体による壁面緑化展示 (GREEN CUBE) や市内の農畜産物に関する情報発信 (AGRI CUBE)、さらに緑花プランターとハンギングフラワーによる花と緑の装飾 (GREEN MALL TERRACE) が行われた[19]。
この他、日没後（18:30〜21:00）の美術の広場エリアではチームラボによるインタラクティブアートイベント「人と木々とクリスタル花火」（スマートフォンと連動した様々な光の演出）が期間中開催されていた[19][20][21]。

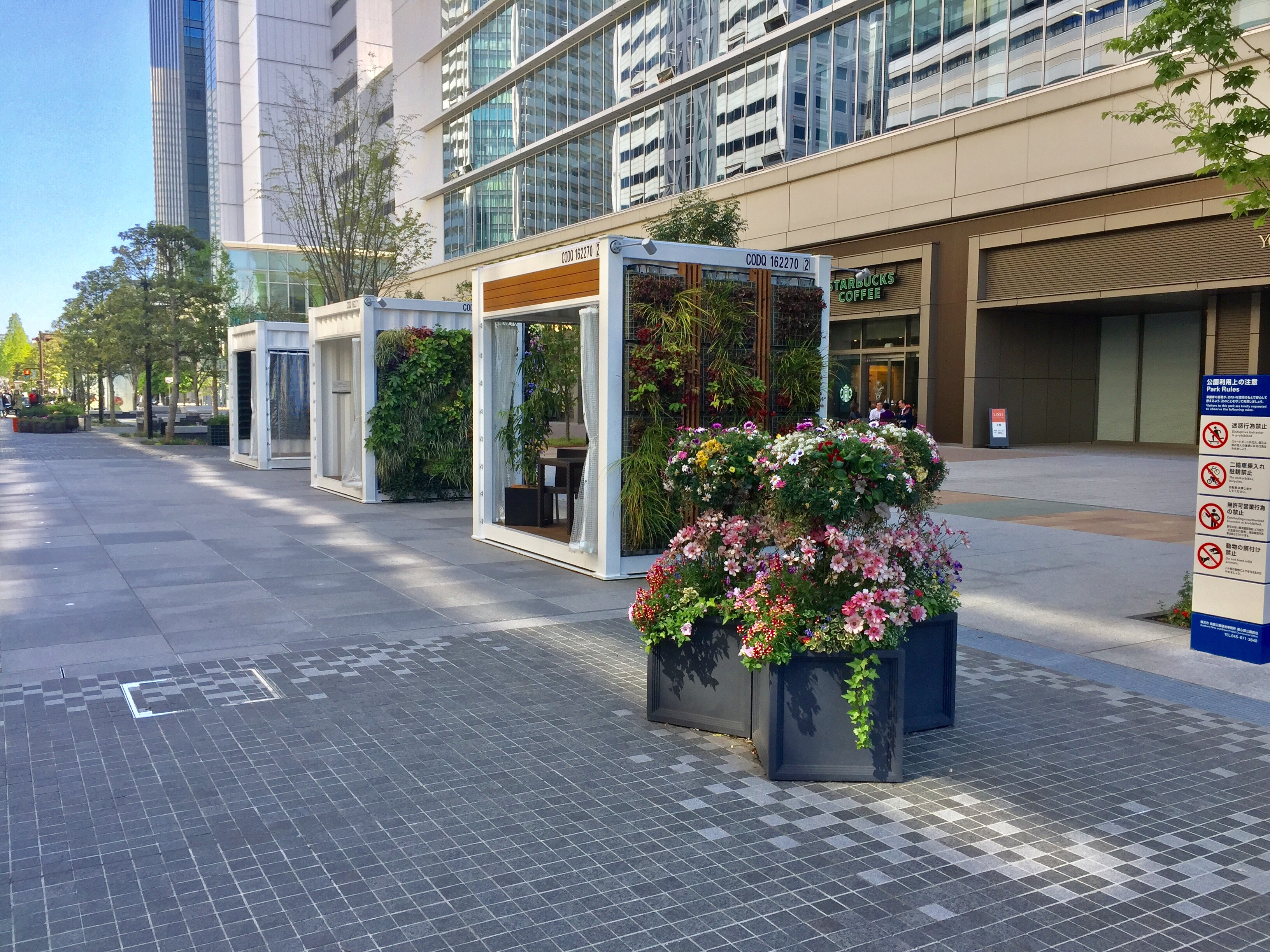
壁面緑化されたコンテナ「GREEN CUBE」（眺めの広場）
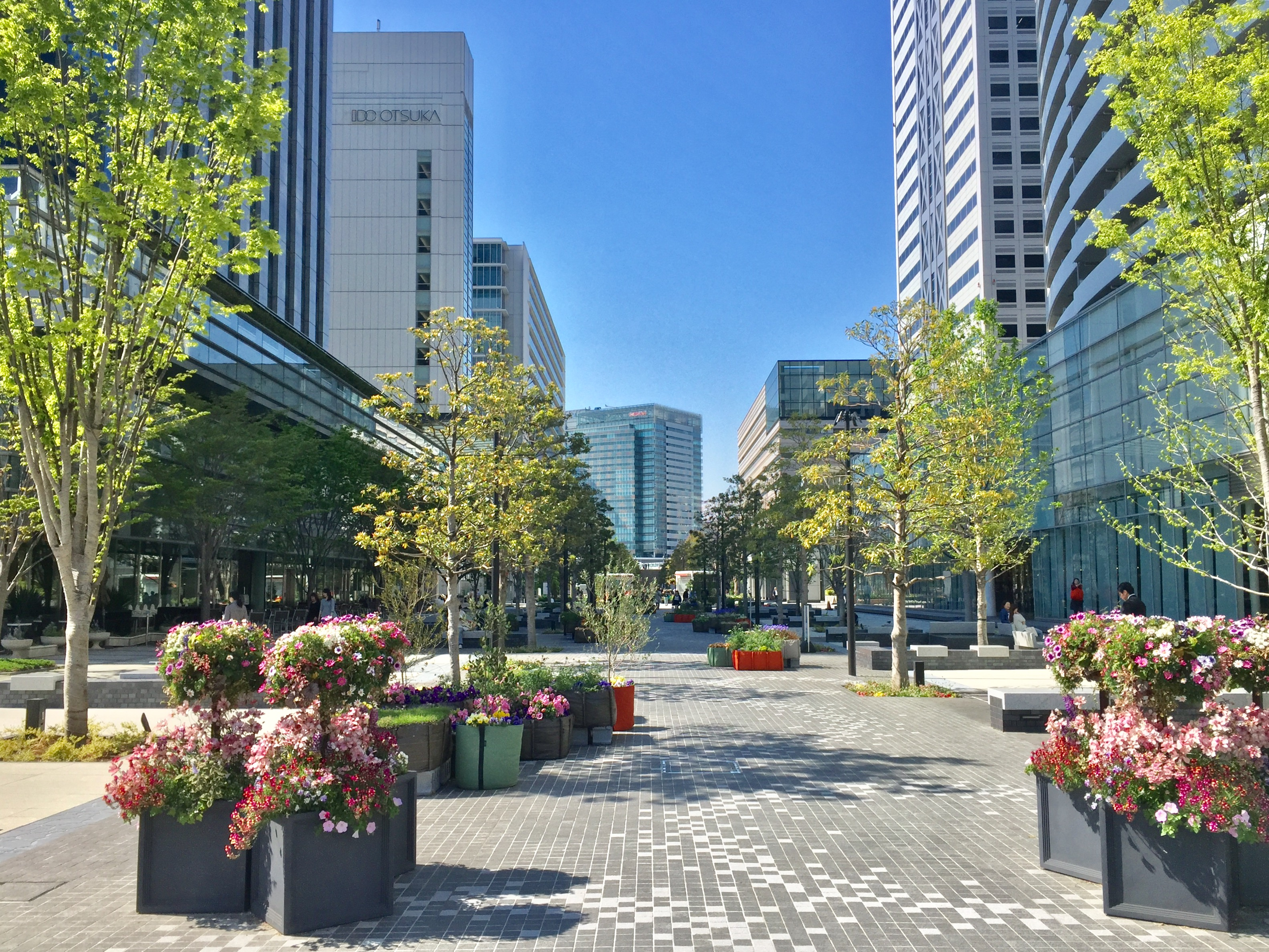
色とりどりの花々で装飾されたグランモールの通り道（桟橋の広場）
「人と木々とクリスタル花火」（チームラボ）
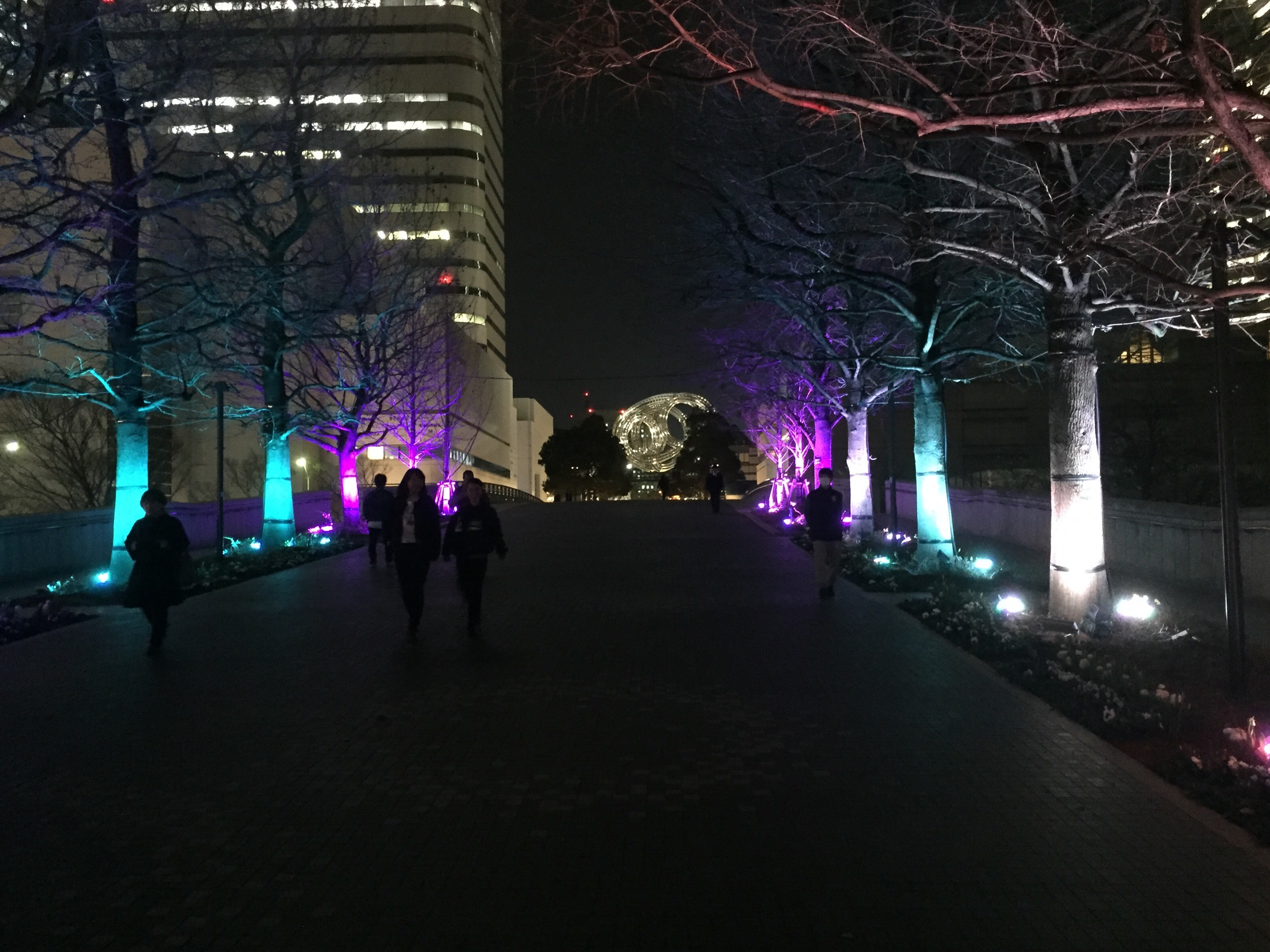
光が伝播する「呼応する木々」（チームラボ） ※周辺の木々にもクリスタル花火と連動した光の演出が施されている

## ギャラリー
日没後の各エリア・施設の様子

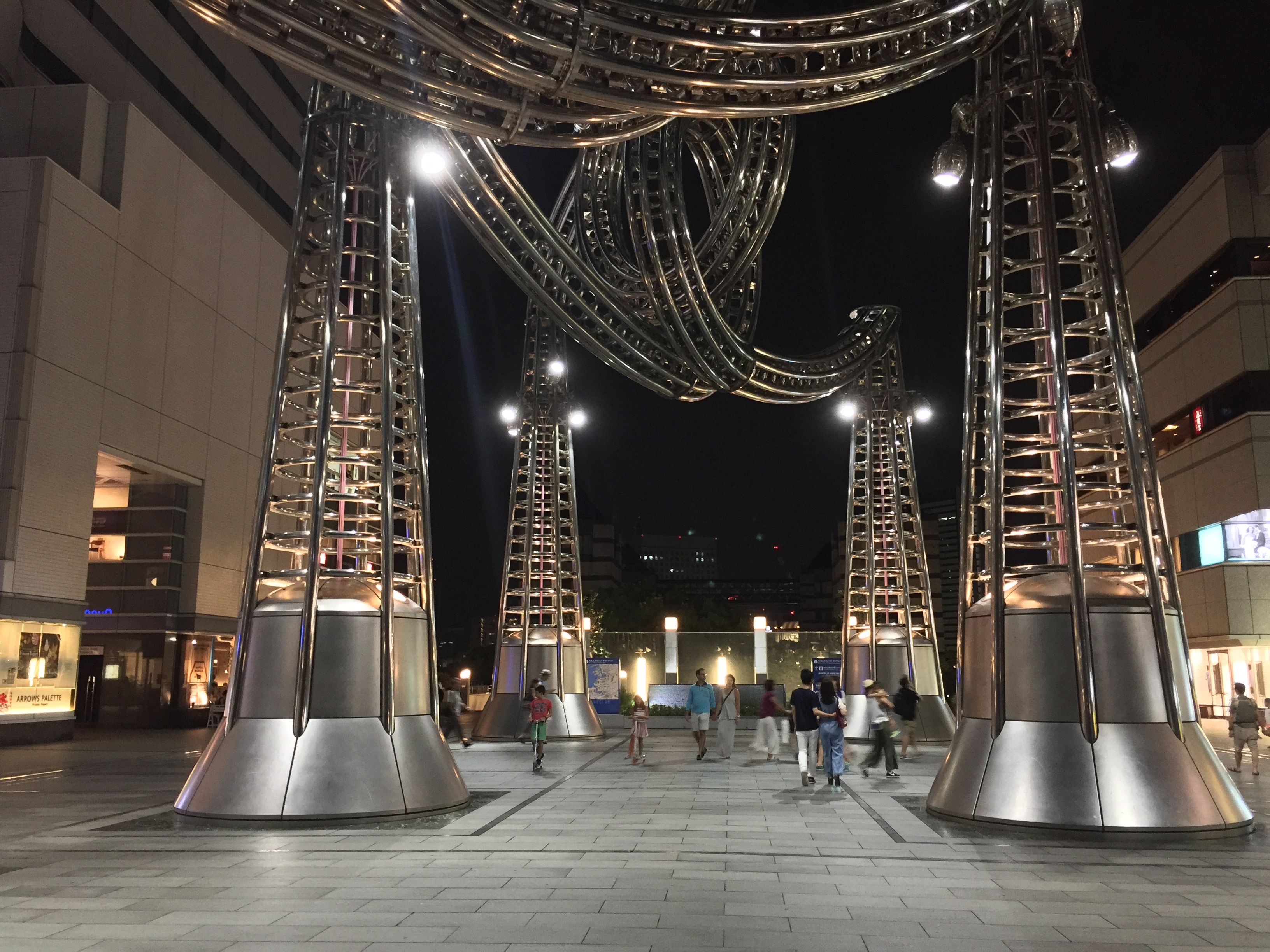
ランドマークプラザとクイーンズスクエアの中間地点（円形広場） （2017年8月26日）
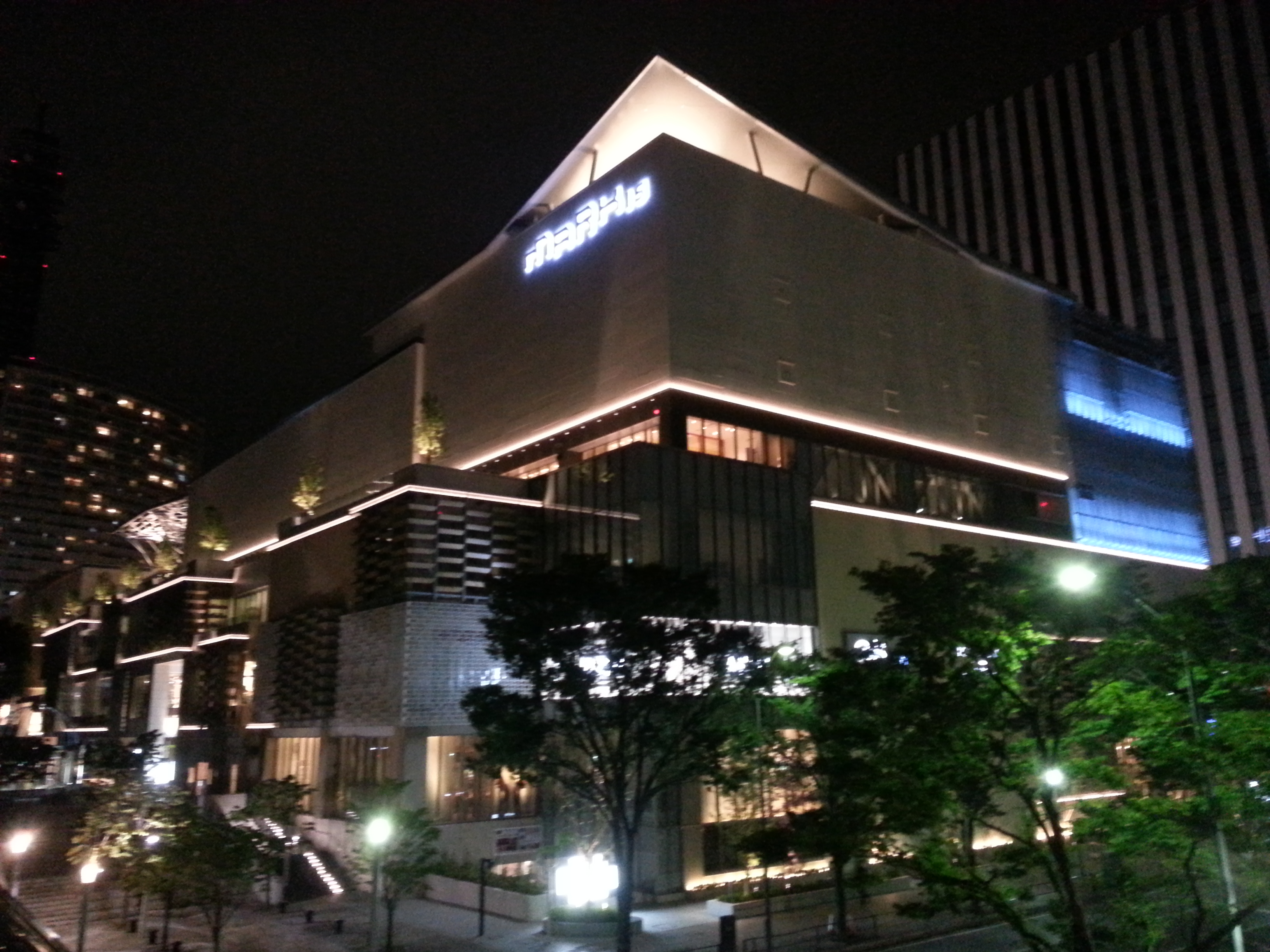
MARK IS みなとみらい （2013年7月20日）
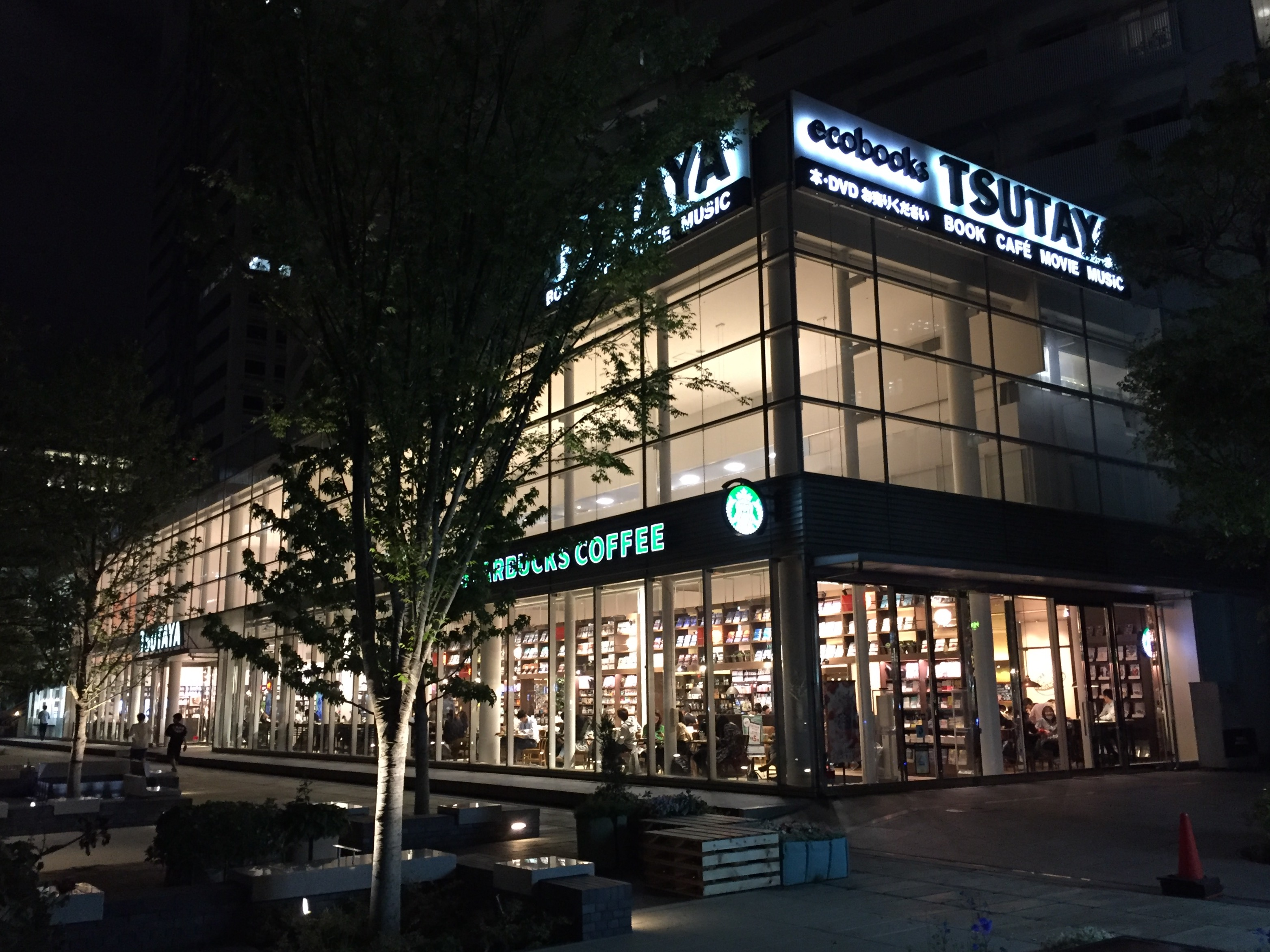
MMミッドスクエア低層部のスターバックスコーヒー併設TSUTAYA （2017年5月26日）
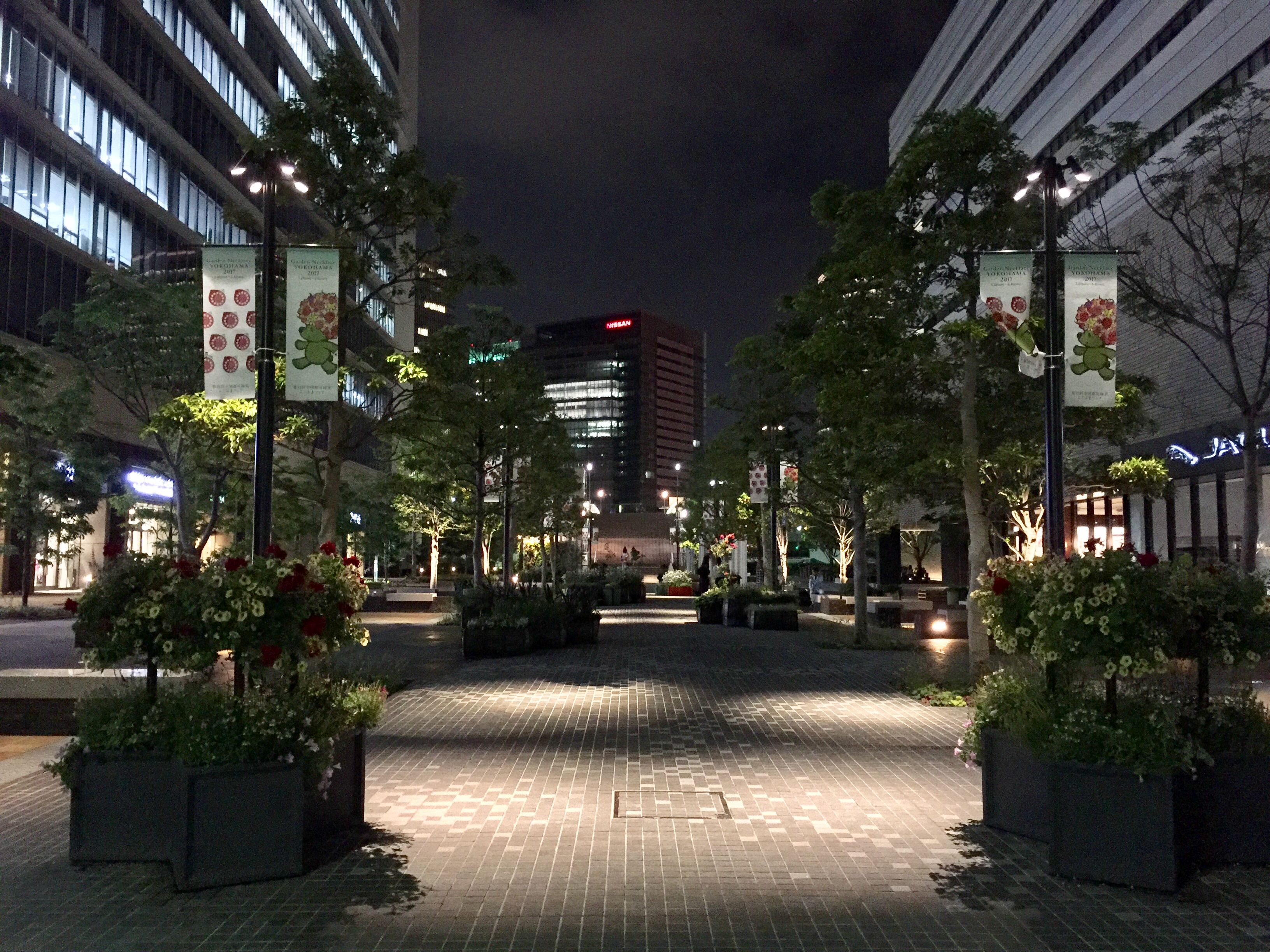
アイマークプレイスとグローバルラーニングセンター前の動線 （2017年5月26日）

## 公園全体の再整備事業
1991年（平成3年）の一部開園より20年以上が経過して公園設備の老朽化に加え、周辺の開発が進み利用環境も変わってきていることから街の中で一体的な活用ができるよう、より魅力のある公園を目指して全体の再整備（リニューアル）が実施されている。
具体的には、当公園におけるこれまでの水や緑（木々）のイメージを継承し、安全や永続性に配慮しつつミスト・噴水・水盤など水の様々な形態での活用、樹木の増加や草花を導入して効果的に配置した上で屋上緑化など周辺施設も巻き込んで緑を創出する。また、環境に配慮して再生可能エネルギーや最新技術を導入した照明等により光の空間の効果的な創出を目指す。さらに、周辺施設と一体的に利用できる賑わいスペースやイベントにも対応できる広場を確保し、ベンチなどの設備デザインとモニュメンタルな要素により個性を演出しつつ、各エリアの中心軸を繋ぐ波紋パターンの舗装などデザインの統一を図ることで、公園全体での一体感を演出するとしている。
横浜市では2013年（平成25年）度〜2014年（平成26年）度に再整備設計案を作成し、それを基に2015年（平成27年）度〜2016年（平成28年）度にかけて再整備工事が実施された。
再整備工事期間
- 第一期区間（工期：2015年5月〜2016年3月）
  - 美術の広場
- 第二期区間（工期：2016年5月〜2017年1月）
  - ヨーヨー広場〜グランモール橋
  - 桟橋の広場〜眺めの広場（みなとみらいグランドセントラルタワー前〜横浜アイマークプレイス前）
- 第三期区間（工期：2017年11月〜2018年3月頃を予定していたが未実施）
  - 円形広場など[12]

なお、当公園は2017年（平成29年）3月〜6月に開催される第33回全国都市緑化よこはまフェア「みなとガーデン」会場の一つとなっていたことから、2015年（平成27年）4月に公表された当公園の再整備実施設計内のスケジュールによると、2016年（平成28年）度中に大部分（第二期区間）の整備を進めるものの、2017年（平成29年）には緑化フェアおよびヨコハマトリエンナーレの準備と開催でしばらく工事を中断し、これらのイベントが終了した同年11月頃〜2018年（平成30年）3月頃にかけて円形広場など一部箇所のリニューアル工事を実施、翌4月に全面リニューアルオープンする計画となっていた。しかし、実際には円形広場などのリニューアルは実施されず（補修など些細な更新に留まる）、第二期区間の整備を終えた2016年度中を以て今回の再整備事業は終了している。
上記の再整備に対して、「土木学会デザイン賞 2018」の奨励賞および「第5回美し国づくり大賞」の大賞、2018年度グッドデザイン賞受賞を受賞している。